# Carlos Alcaraz
Pour les articles homonymes, voir Carlos Alcaraz (homonymie) et Alcaraz (homonymie).
Alcaraz  Garfia Lopez est un nom espagnol. Le premier nom de famille, en général paternel, est Alcaraz ; le second, en général maternel, souvent omis, est Garfia Lopez.
Carlos Alcaraz Garfia, né le 5 mai 2003 à El Palmar (région de Murcie), est un joueur de tennis espagnol, professionnel depuis 2018. Il est numéro 2 mondial au 16 août 2025 en simple chez les hommes au classement ATP.
Il a remporté vingt-deux titres en carrière, dont cinq tournois du Grand Chelem (l'US Open 2022, Wimbledon 2023, Wimbledon 2024, Roland-Garros 2024 et Roland-Garros 2025) et huit Masters 1000 (Miami en 2022, Indian Wells en 2023 et 2024, Madrid en 2022 et 2023, Monte-Carlo en 2025, Rome en 2025 et Cincinnati en 2025). Il se distingue en 2022 en battant lors du Masters 1000 de Madrid, Rafael Nadal et Novak Djokovic, devenant le premier joueur à battre les deux membres du Big Three dans un tournoi sur terre battue ainsi que le plus jeune joueur depuis Rafael Nadal en 2005 à battre un joueur numéro un mondial sur cette même surface.
En remportant l'US Open 2022, il devient le plus jeune numéro 1 mondial de l'histoire à seulement 19 ans et 4 mois, dépassant ainsi le record de Lleyton Hewitt (20 ans), et le plus jeune joueur depuis Rafael Nadal en 2005 à remporter un tournoi du Grand Chelem. Le 15 novembre 2022, à la suite de la défaite de Rafael Nadal aux ATP Finals 2022, il devient le plus jeune joueur à terminer l'année en position de numéro un mondial.

## Biographie
Carlos Alcaraz Garfia naît le 5 mai 2003 à El Palmar, dans la banlieue de Murcie. Il a un frère aîné et deux frères cadets. Son père, Carlos Alcaraz González, dirige un club de tennis,. Sa mère, Virginia Garfia, est d'origine sévillane.

## Carrière

### Parcours junior
Carlos Alcaraz commence le tennis à quatre ans au Real Sociedad Club de Campo de Murcie. Il est entraîné successivement par Carlos Santos Bosque puis Kiko Navarro, choisi par son père, qui préfère déléguer la formation de son fils à des hommes de confiance. Navarro témoigne : « La première fois que j’ai vu jouer Alcaraz, il avait quatre ans. Il jouait avec son père et sa technique était irréelle pour un garçon si jeune. En un coup d’œil, vous saviez que c’était exceptionnel. À cet âge, normalement, les enfants peuvent à peine renvoyer une balle. Lui faisait des échanges avec son père. C’était fou à voir. ».
Particulièrement précoce, Carlos Alcaraz brille dans toutes les catégories de jeunes à l'international. En 2018 il remporte le Championnat d'Europe individuel U16 avec un an d'avance et la Coupe Davis Junior (voir Coupe Davis Junior et Fed Cup Junior) avec l'Espagne.
Alcaraz, qui s'entraîne désormais sous la houlette de Juan Carlos Ferrero, remporte son premier match dans un tournoi Challenger à l'âge de seulement 15 ans en avril 2019 à Alicante. En junior, il s'impose sur le tournoi Grade 1 à Villena, au sein même de son académie, et atteint les quarts de finale du tournoi de Wimbledon. Il remporte ensuite son premier titre professionnel à Dénia.
Début 2020, il s'impose consécutivement sur deux Futures à Manacor puis se révèle lors du tournoi ATP 500 de Rio de Janeiro où il reçoit une invitation. Âgé de 16 ans et classé 406e mondial, il élimine au premier tour Albert Ramos-Viñolas, 41e (7-62, 4-6, 7-62), avant de s'incliner contre Federico Coria. Il est alors le plus jeune joueur à remporter un match sur le circuit ATP depuis 2013 et le plus jeune à battre un top 50 depuis 2003. Lors de la reprise du circuit fin août, il remporte le tournoi Challenger de Trieste puis atteint la finale à Cordenons. De retour en Espagne, il s'adjuge les tournois de Barcelone et Alicante. Il devient le 5e joueur à parvenir à remporter trois Challenger avant 18 ans (avec Richard Gasquet, Félix Auger-Aliassime, Novak Djokovic et Juan Martín del Potro). Plus jeune joueur classé dans le top 600 mondial, il reçoit à l'issue de la saison l'ATP Award de la révélation de l'année.

### 2021:1erquartde finale en Grand Chelem, premier titre ATP et vainqueur du Masters «Next Gen»

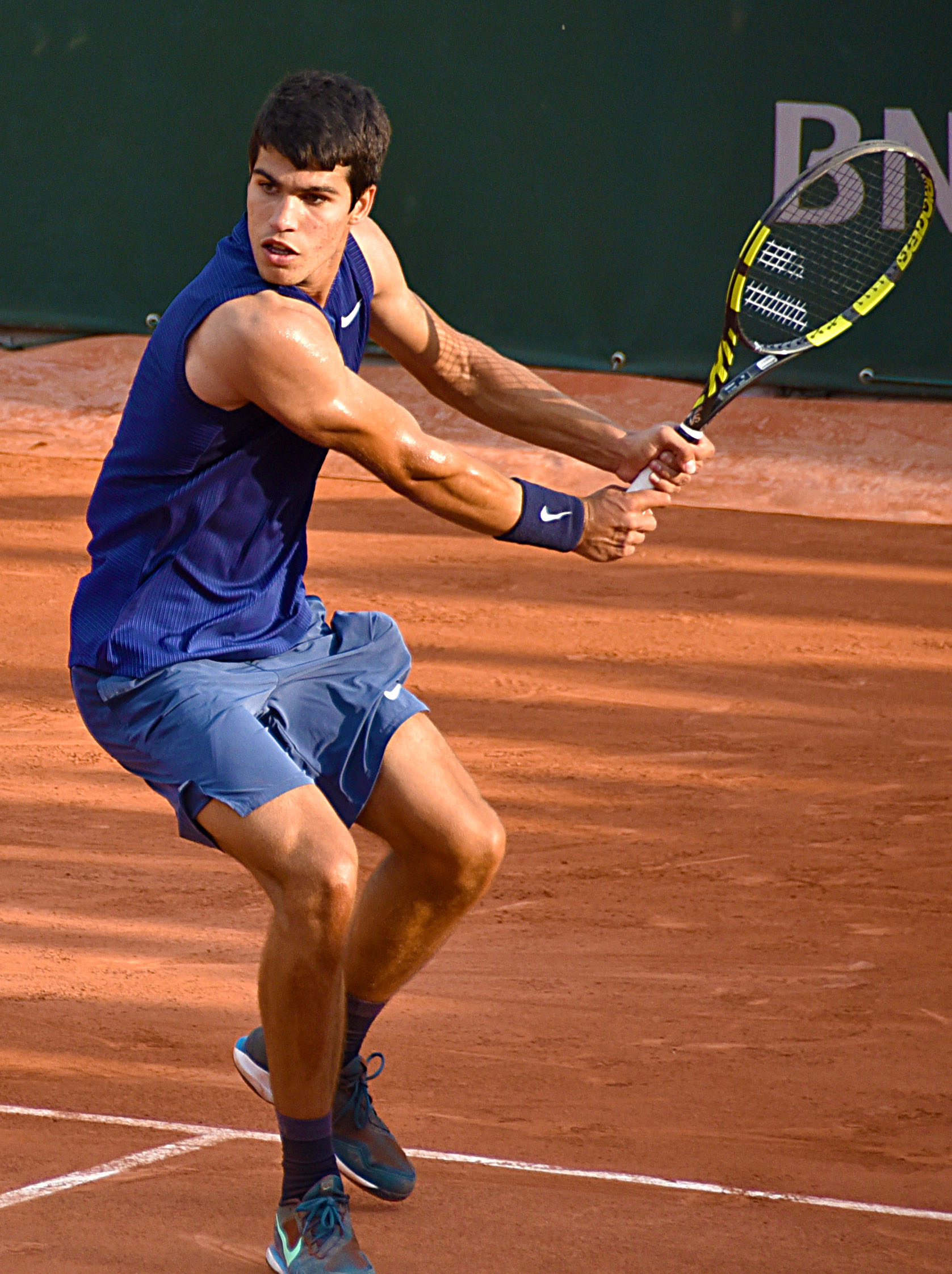
Carlos Alcaraz à Roland-Garros lors d'un match contre Nikoloz Basilashvili en 2021.

En 2021, Carlos Alcaraz bat le Belge David Goffin (6-3, 6-3) au Great Ocean Road Open (Melbourne 1) puis passe un tour à l'Open d'Australie contre le Néerlandais Botic van de Zandschulp (6-1, 6-4, 6-4) après s'être extirpé des qualifications.
Il commence sa saison sur terre battue à Marbella où il est demi-finaliste grâce à un succès sur le Norvégien Casper Ruud (6-2, 6-4), s'inclinant contre son compatriote Jaume Munar (7-64, 6-4). Au Masters de Madrid, il bat le Français Adrian Mannarino (6-4, 6-0) pour affronter son idole, l'Espagnol Rafael Nadal, une rencontre qu'il perd (1-6, 2-6) le jour de ses 18 ans. Sa victoire au Challenger d'Oeiras lui ouvre les portes du top 100. Lors des Internationaux de France, il passe facilement l'obstacle des qualifications puis atteint le 3e tour en battant le Géorgien Nikoloz Basilashvili (6-4, 6-2, 6-4), devenant le plus jeune joueur à atteindre ce stade depuis l'Ukrainien Andreï Medvedev en 1992.
À Wimbledon, sur gazon, Alcaraz perd sèchement au deuxième tour contre le numéro 2 mondial Daniil Medvedev (4-6, 1-6, 2-6).
Fin juillet, à Umag, il bat le Serbe Filip Krajinović (7-63, 2-6, 6-1), l'Espagnol Albert Ramos-Viñolas (6-2, 7-63) et le Français Richard Gasquet (6-2, 6-2), pour s'offrir son premier titre ATP en carrière.
Sur terrain dur, il est tout d'abord demi-finaliste à Winston-Salem s'inclinant face au Suédois Mikael Ymer (5-7, 3-6). Puis il commence l'US Open, où il bat en trois sets (6-4, 6-4, 6-3) la tête de série no 26, le Britannique Cameron Norrie, puis perd un set contre le Français Arthur Rinderknech (7-66, 4-6, 6-1, 6-4) avant de faire tomber au 3e tour le no 3 mondial, le Grec Stéfanos Tsitsipás dans un match très disputé de plus de 4 heures (6-3, 4-6, 7-62, 0-6, 7-65) et se qualifier pour la seconde semaine. Il est alors le plus jeune joueur à battre un membre du top 3 mondial depuis l'Américain Michael Chang en 1989. Il continue son tournoi en s'imposant et confirmant sa victoire précédente contre le modeste qualifié, l'Allemand Peter Gojowczyk (5-7, 6-1, 5-7, 6-2, 6-0) après trois heures et demie de match. Il finit par abandonner face à la tête de série no 12, le Canadien Félix Auger-Aliassime dans le second set à cause d'une douleur à l'adducteur droit.
Fin octobre en indoor, il parvient en demi-finale de Vienne après des victoires sur Daniel Evans (6-4, 6-3), puis l'ancien numéro 1 mondial, le Britannique Andy Murray (6-3, 6-4) et l'Italien Matteo Berrettini (6-1, 62-7, 7-65) dans un match accroché de 2 h 40 min de jeu. Il s'incline (3-6, 3-6) en 1 h 8 min contre le futur vainqueur, l'Allemand Alexander Zverev. Au Masters de Paris-Bercy, il vainc difficilement (64-7, 7-62, 7-5) le Français Pierre-Hugues Herbert, puis l'Italien Jannik Sinner (7-61, 7-5) pour arriver en huitièmes de finale. Dans une rencontre rocambolesque, il affronte le qualifié français Hugo Gaston, perdant (4-6, 5-7) alors qu'il menait 5-0, dans une ambiance de Coupe Davis.
Enfin aux Next Generation ATP Finals, Carlos Alcaraz remporte tous ses matchs, ne perdant qu'un set contre l'Argentin Juan Manuel Cerúndolo, pour s'imposer en finale contre Sebastian Korda (4-35, 4-2, 4-2) en 1 h 22 min.

### 2022:1ersacreen Grand Chelem à l'US Open,2 titresen Masters 1000 et numéro 1 mondial de fin de saison
Pour l'année 2022, Carlos Alcaraz a pour objectifs « d'être compétitif contre les meilleurs et de terminer l'année 2022 dans le top 15 ».
Débute alors l'Open d'Australie. Il démarre par des victoires tranquilles contre le Chilien Alejandro Tabilo (6-2, 6-2, 6-3) et le Serbe Dušan Lajović (6-2, 6-1, 7-5) avant de s'incliner (2-6, 63-7, 6-4, 6-2, 65-7) dans un match de marathonien de 4 h 10 min de jeu contre le 7e mondial, l'Italien Matteo Berrettini,.
En février, il participe à l'ATP 500 de Rio de Janeiro sur terre battue. Il prend sa revanche sur son compatriote Jaume Munar, le battant cette fois-ci en trois manches, puis l'Argentin Federico Delbonis (6-4, 7-61). À cause de la pluie, les joueurs sont contraints de disputer deux rencontres dans la journée. L'Espagnol sort vainqueur de ses deux matchs en battant les Italiens Matteo Berrettini (6-2, 2-6, 6-2) et Fabio Fognini (6-2, 7-5) pour se qualifier pour sa première finale dans cette catégorie. Carlos Alcaraz s'impose (6-4, 6-2) en finale contre l'expérimenté Argentin Diego Schwartzman. Il devient à 18 ans le plus jeune joueur de l'histoire à remporter un tournoi de cette catégorie. Cette victoire lui permet de rentrer dans le top 20 mondial pour la première fois de sa carrière.

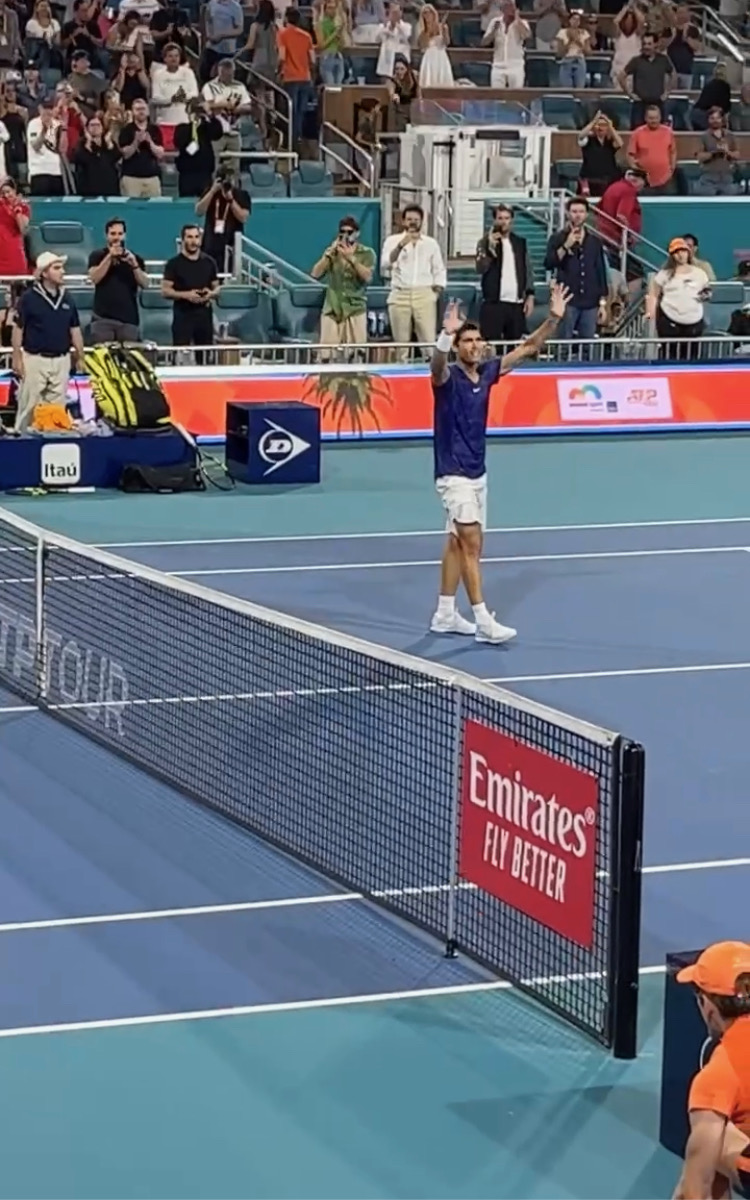
Carlos Alcaraz en train de célébrer sa victoire au Masters de Miami, en 2022.

En mars, il participe au Masters 1000 d'Indian Wells où il est exempté de premier tour. Il remporte facilement ses deux premiers matchs contre l'Américain Mackenzie McDonald (6-3, 6-3) et l'Espagnol Roberto Bautista-Agut (6-2, 6-0). En huitièmes de finale, il vainc le Français Gaël Monfils (7-5, 6-1) dans une rencontre plus disputée. Puis il vient à bout du tenant du titre, le Britannique Cameron Norrie (6-4, 6-3), en 1 h 45 min pour atteindre le dernier carré, son premier en Masters 1000, où il défie son compatriote Rafael Nadal,. Dans des conditions venteuses, la rencontre est perturbée, gênant les deux joueurs. Carlos Alcaraz finit par rendre les armes (4-6, 6-4, 3-6) après plus de trois heures d'un duel acharné. Grâce à ce parcours, il gagne trois places au classement ATP.
Il enchaîne avec le Masters 1000 de Miami où il passe avec aisance ses premiers tours contre le Hongrois Márton Fucsovics (6-3, 6-2) et le Croate Marin Čilić (6-4, 6-4) pour arriver en huitièmes de finale. Il y bat pour la seconde fois le Grec Stéfanos Tsitsipás (7-5, 6-3) en 1 h 50 min. En quarts de finale, il fait face à un excellent Miomir Kecmanović et remporte ce duel (65-7, 6-3, 7-65) après 2 h 23 min de jeu pour atteindre le dernier carré,. À ce stade, il fait face au tenant du titre, le Polonais Hubert Hurkacz. Dans un match très serré, accroché et avec peu d'opportunités de break, Carlos Alcaraz parvient à s'imposer en deux tie-breaks après deux heures de jeu (7-65, 7-62). Il se qualifie pour sa première finale de Masters 1000 où il fait face au 8e mondial, le Norvégien Casper Ruud,. Il remporte son titre le plus prestigieux contre le Norvégien (7-5, 6-4) après 1 h 52 min de jeu,. Carlos Alcaraz devient le plus jeune joueur à remporter ce tournoi à 18 ans et 333 jours grâce notamment au travail produit avec son entraîneur Juan Carlos Ferrero. Cette victoire le fait progresser aux portes du top 10 du classement ATP, à la 11e place mondiale.

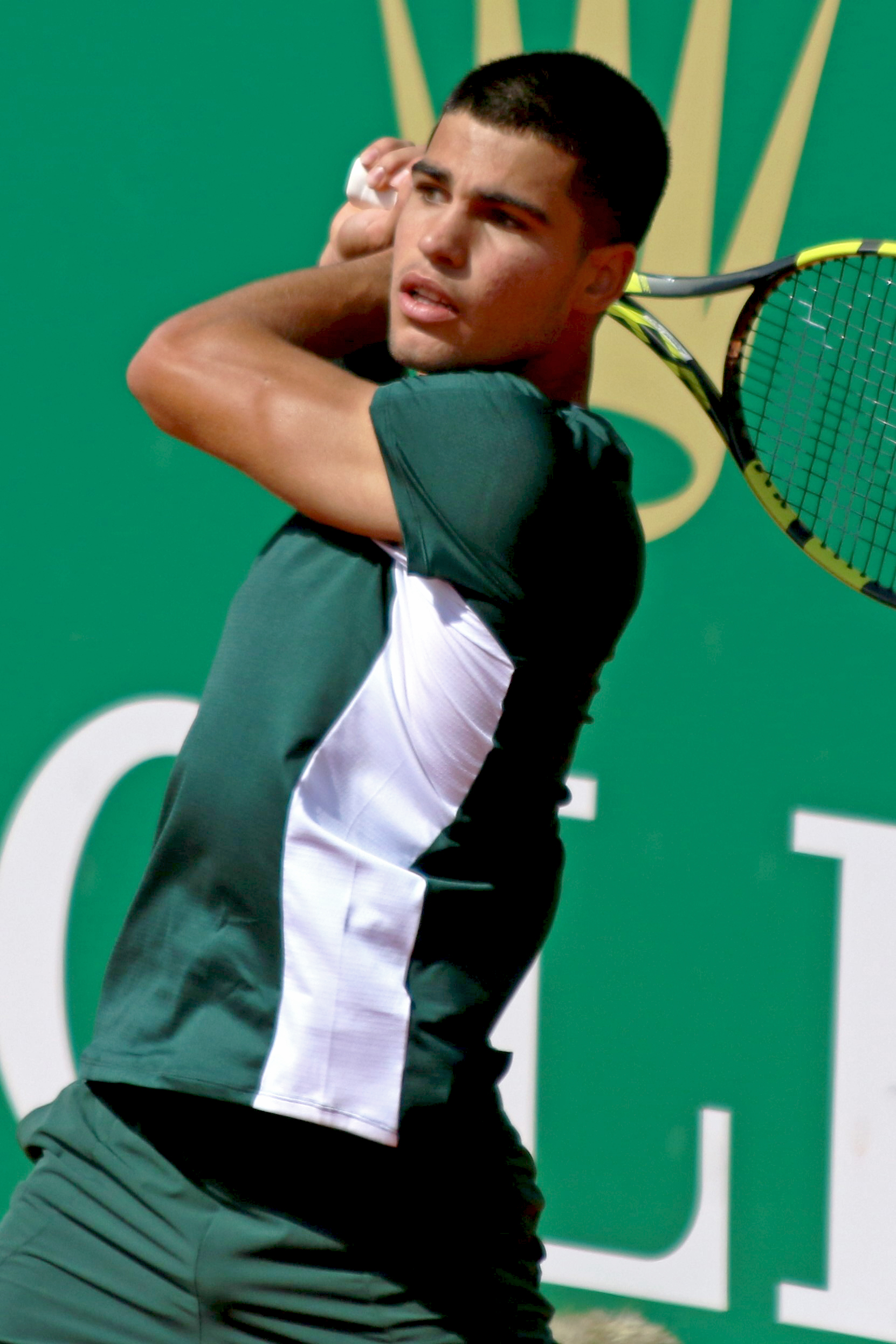
Alcaraz lors du Masters de Monte-Carlo en 2022.

Il fait son retour sur terre battue au Masters de Monte-Carlo où il tombe d'entrée face à l'Américain Sebastian Korda (62-7, 7-65, 3-6) dans un duel acharné de plus de trois heures et avec des conditions très venteuses. Il revient en Espagne pour participer à l'ATP 500 de Barcelone. Il perd un set pour son entrée en lice face au Sud-Coréen Kwon Soon-woo (6-1, 2-6, 6-2), puis passe en deux manches contre son compatriote Jaume Munar (6-3, 6-3) pour arriver en quart de finale. Il fait face au Grec Stéfanos Tsitsipás et s'impose en trois sets (6-4, 5-7, 6-2) alors qu'il menait 4-1 dans le second set. De nouveau perturbés par les conditions climatiques, les joueurs sont contraints de jouer les demi-finales et la finale le dimanche. Pour une place en finale, Carlos Alcaraz fait face à l'Australien Alex de Minaur. Au terme d'une rencontre cafouilleuse et acharnée de 3 h 40 min de jeu, il sort vainqueur de ce duel (64-7, 7-64, 6-4) après avoir écarté deux balles de match. Il s'impose facilement (6-3, 6-2) en un peu plus d'une heure contre son compatriote Pablo Carreño Busta pour succéder à Rafael Nadal,. Cette victoire lui permet de rentrer dans le top 10 mondial pour la première fois à seulement dix-huit ans, une performance qui n'avait pas été réalisée depuis Rafael Nadal en 2005.
Il participe ensuite au Masters de Madrid. Exempté de premier tour, il passe Nikoloz Basilashvili et Cameron Norrie (6-4, 64-7, 6-3) en 1 h 22 min et 2 h 39 min de jeu,. Il bat l'Espagnol Rafael Nadal en quarts de finale en trois sets (6-2, 1-6, 6-3) après deux heures et demie de jeu, pour disputer le dernier carré contre le numéro 1 mondial. Il vainc le Serbe Novak Djokovic en demi-finale après 3 h 35 min (65-7, 7-5, 7-65). Il devient à cette occasion le plus jeune joueur à battre un numéro 1 mondial depuis Rafael Nadal en demi-finale de Roland-Garros 2005 contre Roger Federer ainsi que le premier joueur à battre Rafael Nadal et Novak Djokovic dans un même tournoi sur terre battue,. Il bat enfin l'Allemand Alexander Zverev, alors 3e mondial et tenant du titre, (6-3, 6-1) en tout juste une heure de jeu pour remporter son cinquième titre ATP, son deuxième Masters 1000 après Miami en mars,. À l'issue du tournoi, il monte à la 6e place du classement ATP. Par ailleurs, il renonce à disputer le Masters de Rome après son titre.
À Roland-Garros, il bat l'Argentin Juan Ignacio Londero (6-4, 6-2, 6-0), puis l'Espagnol Albert Ramos-Viñolas en cinq sets et plus de 4 h 30 min (6-1, 67-7, 5-7, 7-62, 6-4) et l'Américain Sebastian Korda (6-4, 6-4, 6-2) pour se qualifier pour les huitièmes de finale. Il s'y s'impose face au Russe Karen Khachanov (6-1, 6-4, 6-4) en 2 h 14 min. Il atteint ainsi son deuxième quart de finale en Grand Chelem lors duquel il perd contre l'Allemand Alexander Zverev (4-6, 4-6, 6-4, 67-7) après 3 h 18 min de jeu,.

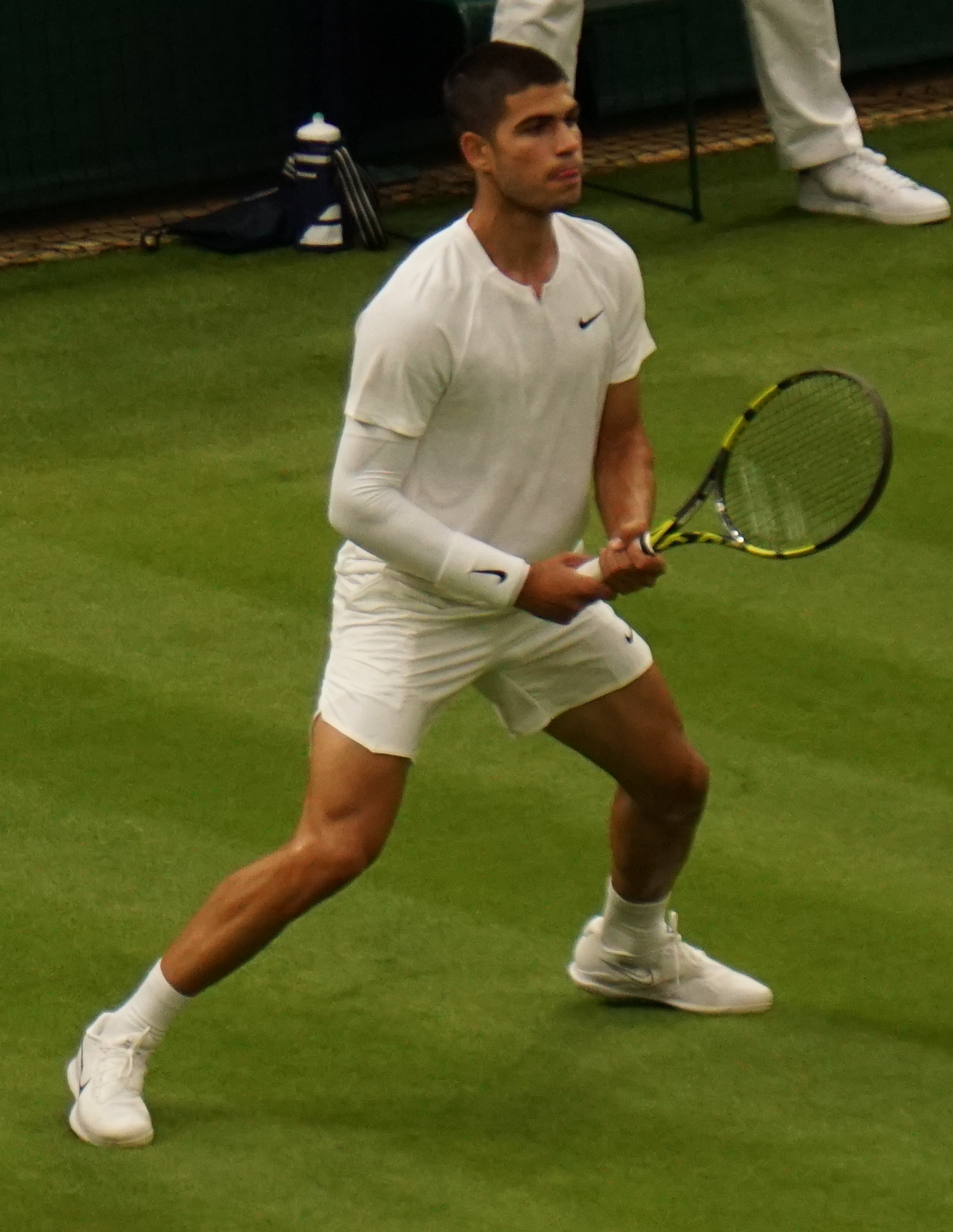
Carlos Alcaraz se préparant à retourner le service de Jan-Lennard Struff au 1er tour du tournoi de Wimbledon, en 2022.

Sans aucun tournoi de préparation sur gazon, Alcaraz commence au premier tour du tournoi de Wimbledon par une victoire difficile sur l'Allemand Jan-Lennard Struff en cinq sets (4-6, 7-5, 4-6, 7-63, 6-4). Lors du deuxième tour, il se rassure en éliminant le Néerlandais Tallon Griekspoor en trois sets (6-4, 7-67, 6-3), puis se défait facilement de l'Allemand Oscar Otte en trois sets (6-3, 6-1, 6-2). Lors des huitièmes de finale, il est éliminé par l'Italien Jannik Sinner en quatre sets (1-6, 4-6, 7-68, 3-6).
Il reprend la compétition deux semaines plus tard au tournoi de Hambourg (ATP 500), où il est battu en finale par l'Italien Lorenzo Musetti. Malgré cinq balles de match sauvées dans le deuxième set, Alcaraz finit par perdre le troisième, étant breaké à 5-4. Il s'agit de sa première finale perdue, lui qui restait sur six victoires en autant de finales disputées. La semaine suivante, Alcaraz atteint de nouveau la finale du tournoi d'Umag, qu'il finit par perdre sèchement après le gain du premier set (7-65, 1-6, 1-6) contre un autre Italien, Jannik Sinner.
Pour la tournée américaine, il perd d'entrée au Masters du Canada contre Tommy Paul en trois sets puis en quarts de finale au Masters de Cincinnati contre Cameron Norrie (64-7, 7-64, 4-6).
Lors de l'US Open en tant que tête de série numéro 3, il se qualifie en huitièmes de finale sans perdre de set. Il y rencontre le vainqueur de l'édition 2014 Marin Čilić contre qui il s'impose en cinq sets et près de quatre heures de jeu. En quarts de finale, il affronte Jannik Sinner. Il s'impose après 5 h 15 min de jeu (6-3, 67-7, 60-7, 7-5, 6-3) en ayant sauvé une balle de match pour atteindre sa première demi-finale en Grand Chelem,. Il retrouve Frances Tiafoe, tête de série 22. Il bat l'Américain en cinq sets (66-7, 6-3, 6-1, 65-7, 6-3) dans un autre gros match de plus de quatre heures,. Carlos Alcaraz se qualifie pour sa première finale de Grand Chelem à seulement 19 ans. Il retrouve Casper Ruud, alors 7e mondial et tête de série numéro 5, pour le gain du titre et de la place de numéro 1 mondial,. Il vainc en 3 h 20 min de jeu le Norvégien en quatre sets (6-4, 2-6, 7-61, 6-3) dans une rencontre qui aurait pu tourner à la fin du troisième set,.
Il remporte son premier tournoi du Grand Chelem et devient par la même occasion le plus jeune numéro 1 de l'histoire du tennis masculin,. Son entraîneur Juan Carlos Ferrero pense qu'il peut aller encore plus loin,.
Après ce titre, Alcaraz perd l'élan et l'entrain de ses derniers mois, s'inclinant à la Coupe Davis contre Félix Auger-Aliassime en trois manches en tant que nouveau numéro 1 mondial. Puis il perd dès le premier tour (5-7, 3-6) à Astana face à David Goffin et à nouveau contre Auger-Aliassime à l'Open de Bâle en deux manches sèches lors des demi-finales.
Au Masters de Paris-Bercy, il domine ses premiers adversaires : Yoshihito Nishioka et Grigor Dimitrov, mais doit abandonner à cause d'une douleur aux abdominaux dans le tie-break du second set contre Holger Rune, futur vainqueur du tournoi.
Alors qualifié pour disputer ses premiers ATP Finals, il renonce finalement à cause d'une déchirure abdominale pour laquelle la période de revalidation est estimée à six semaines. Malgré ce forfait, avec les défaites de Rafael Nadal et Stéfanos Tsitsipás avant la finale, Carlos Alcaraz devient le plus jeune joueur à terminer une année numéro 1 mondial. Depuis la création du classement ATP en 1973, deux Espagnols terminent l'année pour la première fois aux deux premières places.

### 2023:1ertitreà Wimbledon, 2 titres en Masters 1000 à Indian Wells et Madrid, demi-finale à Roland-Garros et à l'US Open
Carlos Alcaraz doit renoncer à l'Open d'Australie à cause d'une blessure à un muscle de la jambe droite provoquée par un geste forcé à l'entraînement. Il perd sa place de numéro 1 mondial à l'issue du tournoi au profit de Novak Djokovic.
Il commence sa saison par le tournoi de Buenos Aires en février. Il écarte les Serbes Laslo Djere (6-2, 4-6, 6-2) et Dušan Lajović (6-4, 6-2) puis son compatriote Bernabé Zapata Miralles (6-2, 6-2) pour jouer sa première finale de l'année. Il se défait du Britannique et tête de série numéro deux Cameron Norrie en finale (6-3, 7-5) pour remporter son premier titre de l'année, le huitième en carrière.
Il dispute la semaine suivante l'ATP 500 de Rio de Janeiro, où il bat au premier tour le Brésilien Mateus Alves (6-4, 6-4), titulaire d'une wild card. Il dispose ensuite de Fabio Fognini (65-7, 6-2, 6-4) avant d'écarter Dušan Lajović (6-4, 7-67). Il bat en demi-finale le Chilien Nicolas Jarry (62-7, 7-5, 6-0) et retrouve en finale, comme la semaine précédente, le Britannique Cameron Norrie. Blessé à la cuisse, il s'incline en 3 sets (7-5, 4-6, 5-7).
Reprenant en mars la tournée américaine qui l'avait révélé l'année précédente, il bat en tant que tête de série numéro une à Indian Wells le qualifié Thanasi Kokkinakis (6-3, 6-3), le Néerlandais Tallon Griekspoor (7-6, 6-3) et profite de l'abandon du Britannique Jack Draper (6-2, 2-0 ab.) pour rallier les quarts de finale. Il sort le Canadien dixième mondial Félix Auger-Aliassime (6-4, 6-4), l'Italien Jannik Sinner (7-6, 6-3) en demi-finale et le Russe Daniil Medvedev en finale, ex-numéro un et surfant alors sur une série de trois titres et dix neuf victoires consécutives (6-3, 6-2) pour remporter son troisième Masters 1000, le premier à Indian Wells. Il reprend également la place de numéro un à Novak Djokovic à l'issue du tournoi.
En route pour le Sunshine Double (titres à Indian Wells et Miami), il démarre la défense de son titre à Miami en éliminant l'Argentin Facundo Bagnis (6-0, 6-2), le Serbe Dušan Lajović (6-0, 7-6) et l'Américain Tommy Paul (6-4, 6-4), demi-finaliste de l'Open d'Australie en début d'année. Il enchaîne une dixième victoire consécutive en faisant tomber un autre Américain, Taylor Fritz (6-4, 6-2), dixième mondial. Confronté à Jannik Sinner en demi-finale comme à Indian Wells, il est cette fois-ci battu par l'Italien (6-7, 6-4, 6-2). Il laisse à l'issue du tournoi sa place de numéro un mondial à Novak Djokovic.

Blessé à la main et au niveau de la colonne vertébrale, il renonce à participer au Masters de Monte-Carlo pour commencer la saison sur terre battue. Il est rétabli pour le tournoi de Barcelone dont il est tenant du titre. Il s'impose pour son retour contre le Portugais Nuno Borges (6-3, 6-1), contre ses compatriotes Roberto Bautista-Agut (6-3, 7-5) et Alejandro Davidovich Fokina (7-6, 6-4) puis contre le Britannique Daniel Evans (6-2, 6-2) pour jouer sa quatrième finale de l'année, la première sur terre. Il affronte un spécialiste de la surface, le Grec Stéfanos Tsitsipás, cinquième au classement ATP. Il s'impose en deux sets (6-3, 6-4) et conserve son titre. Grâce à cette victoire, il remporte son troisième titre en 2023, le 9e de sa carrière et le 6e sur terre battue. Une semaine plus tard, il défend son autre titre en territoire espagnol à Madrid. Après avoir connu des difficultés à éliminer le Finlandais Emil Ruusuvuori (2-6, 6-4, 6-2), il bat en deux sets le Bulgare Grigor Dimitrov (6-2, 7-5) puis l'Allemand Alexander Zverev dans un remake de la finale de l'année précédente (6-1, 6-2). En quarts de finale, il écarte le Russe Karen Khachanov (6-4, 7-5) et en demi-finale, il dispose du Croate Borna Ćorić (6-4, 6-3). Il retrouve alors la finale début mai et affronte un novice, le surprenant Jan-Lennard Struff qui à 33 ans atteint la première finale en Masters 1000 de sa carrière. Malgré la perte d'un set, il gagne le match et remporte son deuxième Masters 1000 de la saison (6-4, 3-6, 6-3) et son deuxième titre à Madrid. Pour sa première participation au Masters de Rome la semaine suivante, il gagne son premier match contre son compatriote Albert Ramos-Viñolas (6-4, 6-1), ce qui lui assure de revenir à la première place mondiale à l'issue du tournoi. Il est ensuite battu dès le troisième tour par le qualifié hongrois Fábián Marozsán, 135e mondial (6-7, 3-6), ce qui constitue sa troisième défaite de la saison.

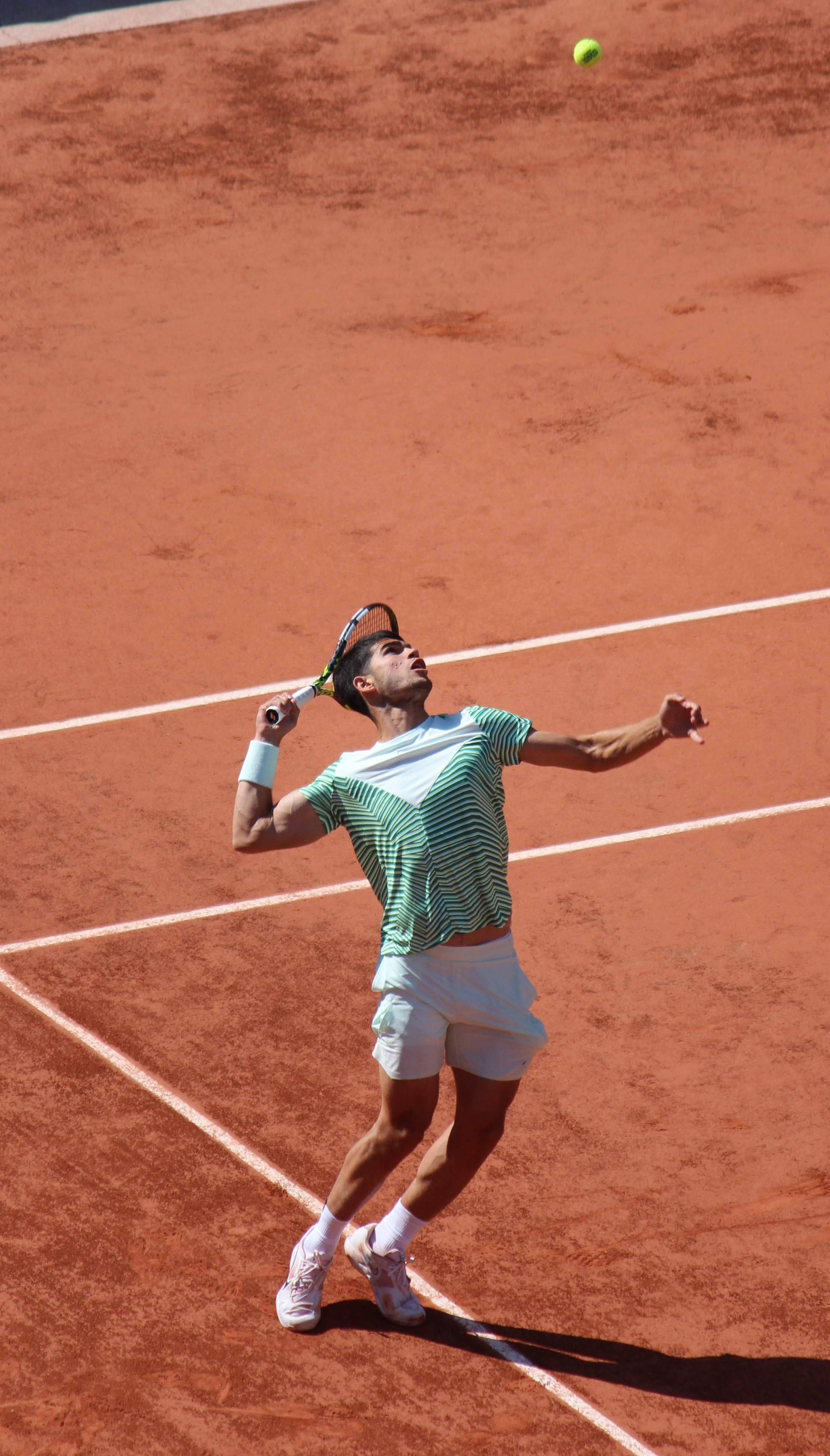
Carlos Alcaraz lors de son match contre Lorenzo Musetti à Roland-Garros, en 2023.

À Roland-Garros, il perd un set au deuxième tour contre le Japonais Taro Daniel (6-1, 3-6, 6-1, 6-2) puis déroule contre le qualifié italien Flavio Cobolli (6-0, 6-2, 7-5) et le Canadien Denis Shapovalov, peu à son aise sur terre battue (6-1, 6-4, 6-2). Il joue en huitième de finale l'Italien Lorenzo Musetti, qui a affiché un bon niveau de jeu sur ses trois premiers matchs. Néanmoins, il bat son adversaire sans difficulté (6-3, 6-2, 6-2). Après avoir écarté en quart de finale Stéfanos Tsitsipás (6-2, 6-1, 7-6), ancien finaliste du tournoi, en réalisant deux premiers sets de haute volée, il s'incline en demi-finale face à Novak Djokovic (3-6, 7-5, 1-6, 1-6). Pris de crampes à la fin du deuxième set, il ne peut défendre ses chances de victoire contre le Serbe qui remportera son deuxième titre du Grand Chelem de la saison quelques jours plus tard.

Le 25 juin 2023, Carlos Alcaraz remporte le tournoi du Queen's, à Londres, face à l'Australien Alex de Minaur (6-4, 6-4),. Cette victoire, sa première sur gazon, lui permet de redevenir numéro un mondial. Il avait plus tôt dans le tournoi difficilement éliminé le repêché Français Arthur Rinderknech (4-6, 7-5, 7-6) puis battu le Tchèque Jiří Lehečka (6-2, 6-3), le qualifié Grigor Dimitrov (6-4, 6-4) et l'Américain Sebastian Korda (6-3, 6-4).

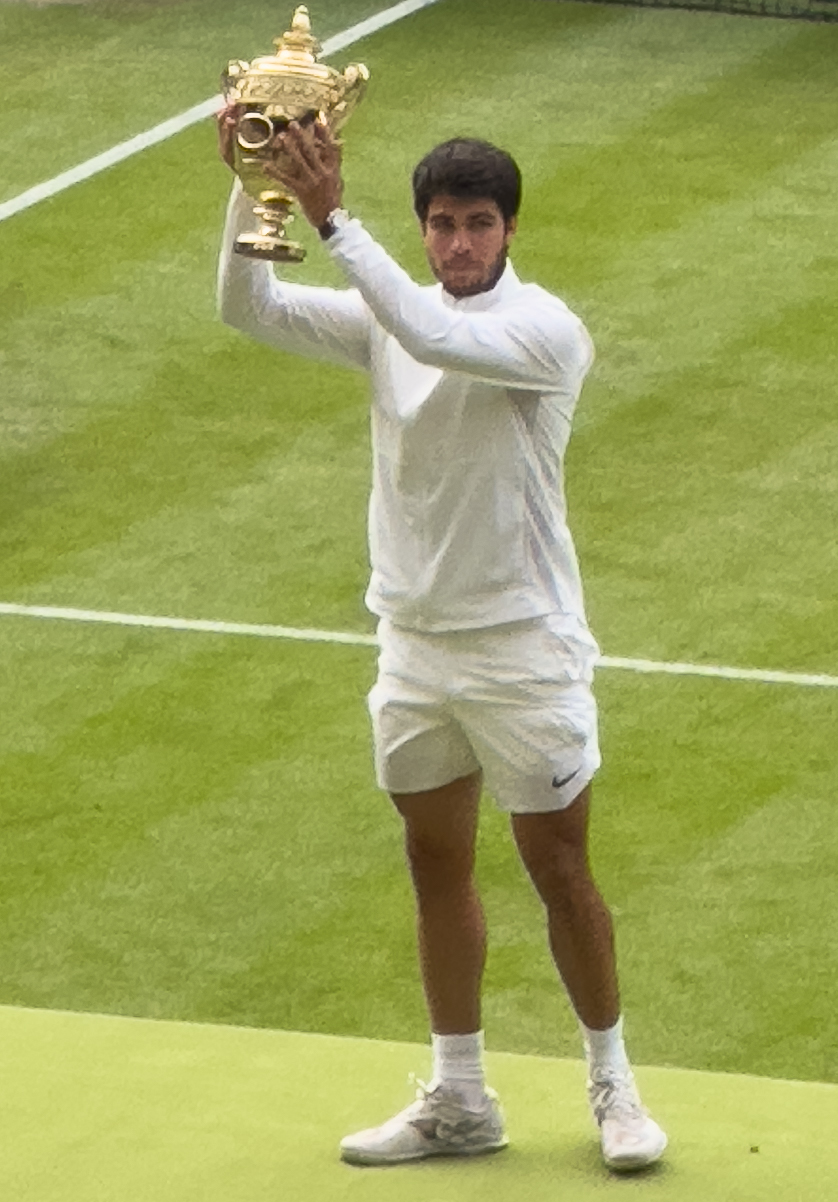
Carlos Alcaraz lors de sa victoire à Wimbledon, en 2023.

Il arrive à Wimbledon avec le statut de tête de série numéro un. Il se défait aux premiers tours de deux Français, Jérémy Chardy qui dispute son dernier match sur le circuit en simple (6-0, 6-2, 7-5) et Alexandre Müller qui dispute son premier Wimbledon (6-4, 7-6, 6-3). Il cède au troisième tour une manche contre le Chilien Nicolás Jarry (6-3, 6-7, 6-3, 7-5) puis affronte l'ancien finaliste italien Matteo Berrettini. Malgré la perte de la première manche, il s'impose en quatre sets également (3-6, 6-3, 6-3, 6-3), ce qui lui permet de disputer son premier quart de finale à Wimbledon. Contre le Danois Holger Rune, numéro six mondial, le duel entre jeunes générations tourne à son avantage (7-6, 6-4, 6-4). Découvrant les demi-finale sur le gazon londonien, il affronte un autre joueur dans le même cas, le Russe numéro trois Daniil Medvedev, qu'il bat aisément (6-3, 6-3, 6-3). Quelques jours plus tard, il décroche son premier titre à Wimbledon en battant en finale le tenant du titre Novak Djokovic en cinq sets et plus de quatre heures de jeu (1-6, 7-6, 6-1, 3-6, 6-4), sauvant une balle de set dans le tie-break du deuxième set. Novak Djokovic n'avait pas perdu sur le Centre Court depuis 10 ans et sa défaite en finale face à Andy Murray. Carlos Alcaraz l'empêche ainsi d'égaler le record de titres dans ce tournoi de Roger Federer au nombre de 8 et d'égaler le record de titres en Grand Chelem de 24 de Margaret Smith Court. Il réalise par ailleurs le premier doublé Queens - Wimbledon en succédant à Andy Murray le dernier joueur à avoir fait ce doublé en 2016. Il succède aussi à Rafael Nadal dernier vainqueur espagnol à Wimbledon et dernier Espagnol à avoir réalisé le doublé Queens - Wimbledon.
Il fait son retour sur le circuit ATP début août au Masters du Canada où il est tête de série numéro un. Il est confronté à l'Américain Ben Shelton en entrée de tournoi. Victorieux en deux sets (6-3, 7-6), il enchaîne contre le Polonais Hubert Hurkacz en effleurant la défaite (3-6, 7-6, 7-6) pour rejoindre les quarts de finale du tournoi pour la première fois de sa jeune carrière. Il tombe alors sur un autre Américain, Tommy Paul, qui crée la surprise et le bat comme l'année précédente (3-6, 6-4, 3-6). Enchaînant avec le Masters de Cincinnati, il gagne laborieusement contre l'Australien qualifié Jordan Thompson (7-5, 4-6, 6-3) et retrouve Tommy Paul en huitièmes de finale, contre qui il prend sa revanche (7-6, 6-7, 6-3). Un autre Australien, Max Purcell, une des surprises du tournoi, lui pose des difficultés, mais il continue son parcours (4-6, 6-3, 6-4). Arrivé pour la première fois en demi-finale à Cincinnati, il retrouve Hubert Hurkacz qu'il renverse (2-6, 7-6, 6-3) en sauvant une balle de match pour parvenir en finale, contre Novak Djokovic. Au terme d'un énorme combat de 3 h 49 min (la plus longue finale de Masters 1000 de l'histoire), au cours duquel l'Espagnol a obtenu une balle de match dans le troisième set, il s'incline (7-5, 6-7, 6-7) pour la première fois en finale de Masters 1000.
Tenant du titre à l'US Open, il profite de l'abandon de l'Allemand Dominik Köpfer (6-2, 3-2 ab.) au premier tour puis sort le Sud-Africain Lloyd Harris (6-3, 6-1, 7-6) et le Britannique Daniel Evans, vainqueur du tournoi de Washington quelques semaines plus tôt (6-2, 6-3, 4-6, 6-3). Opposé au néophyte Matteo Arnaldi, il s'impose (6-3, 6-3, 6-4) tout comme face à un autre Allemand, Alexander Zverev, fatigué par son long match contre Jannik Sinner, en trois sets (6-3, 6-2, 6-4). Disputant les demi-finales à New York, il rencontre le numéro trois mondial Daniil Medvedev qui prend sa revanche de Wimbledon et le bat en quatre sets (6-7, 1-6, 6-3, 3-6). Il perd à l'issue du tournoi la place de numéro un à la faveur de Novak Djokovic, vainqueur du tournoi. Il annonce également son forfait pour la Coupe Davis.
Il rejoue début octobre où il commence la tournée asiatique à Pékin par plusieurs succès sur l'Allemand Yannick Hanfmann (6-4, 6-3), l'Italien Lorenzo Musetti (6-2, 6-2) et le neuvième mondial Casper Ruud (6-4, 6-2). Il est néanmoins battu en deux sets par le futur vainqueur, le jeune Jannik Sinner (6-7, 1-6), qui s'impose contre lui pour la deuxième fois consécutivement. Il dispute le Masters 1000 de Shanghai pour la première fois de sa carrière la semaine suivante et y bat le Français Grégoire Barrère (6-2, 7-5), le Britannique Daniel Evans de nouveau (7-6, 6-4). Il est cependant renversé au tour suivant par le Bulgare Grigor Dimitrov (7-5, 2-6, 4-6), ancien numéro trois mondial.
Il est sorti à la surprise d'entrée au Masters 1000 de Paris-Bercy, son pire résultat dans un tournoi de cette catégorie depuis plus d'un an, par le qualifié russe Roman Safiullin, qui remporte alors la plus belle victoire de sa carrière (3-6, 4-6). Cette défaite, conjuguée à la victoire de Novak Djokovic dans ce tournoi, assure pratiquement au Serbe de terminer la saison à la première place mondiale.

### 2024:2etitreconsécutif à Indian Wells,1ertitreà Roland-Garros,2etitre à Wimbledon et argent olympique
Carlos Alcaraz commence la saison à l'Open d'Australie où il dépasse pour la première fois de sa carrière le troisième tour. Il sort d'abord le vétéran Richard Gasquet (7-6, 6-1, 6-2) puis l'Italien Lorenzo Sonego plus difficilement (6-4, 6-7, 6-3, 7-6). Confronté au jeune Chinois Shang Juncheng, il profite de l'abandon de son adversaire (6-1, 6-1, 1-0 ab.) pour arriver en deuxième semaine. Il se défait facilement du Serbe Miomir Kecmanović pour rallier les quarts (6-4, 6-4, 6-0). Favori de sa rencontre contre l'Allemand Alexander Zverev, il est mené 1-6, 3-6, 2-5 puis se reprend pour remporter la troisième manche au tie-break. Son réveil est néanmoins trop tardif, et il perd le quatrième set (1-6, 3-6, 7-6, 4-6) et le match contre le numéro six mondial.

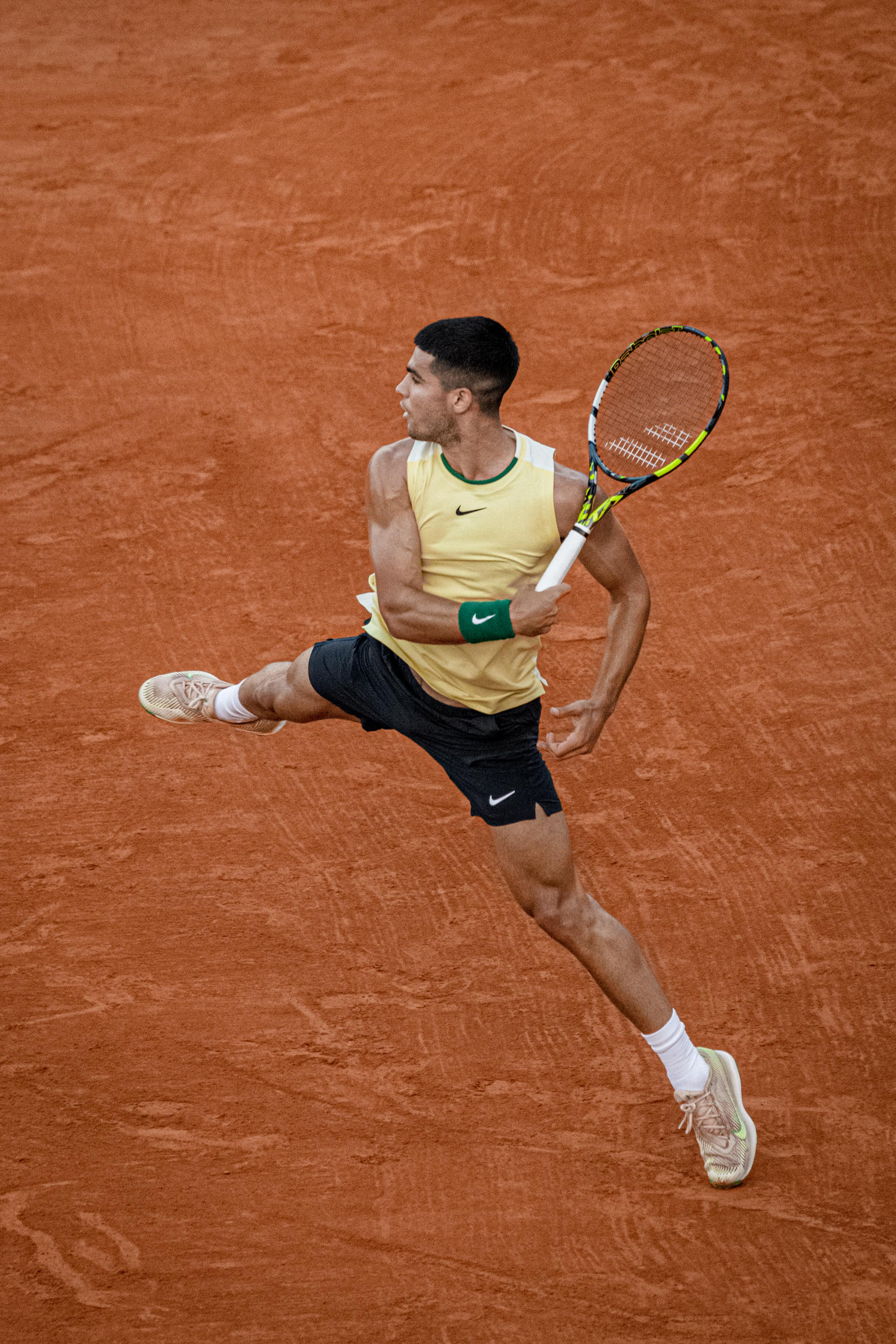
Carlos Alcaraz lors du tournoi de Buenos Aires en 2024.

Comme l'année précédente, il participe à la tournée sud-américaine sur terre battue où il est tenant du titre à Buenos Aires. Il sort d'abord deux joueurs classés hors du top 100, le local Camilo Ugo Carabelli (6-2, 7-5) et l'Italien Andrea Vavassori (7-6, 6-1) puis se fait battre en demi-finales par le Chilien Nicolás Jarry en deux manches (6-7, 3-6). Une semaine plus tard, il doit abandonner au tournoi de Rio de Janeiro après seulement deux jeux disputés contre le local invité Thiago Monteiro dès le premier tour, victime d'une entorse à la cheville à la suite d'une mauvaise glissade.
Il retrouve la compétition pour défendre son titre lors du Masters 1000 d'Indian Wells. Tête de série no 2, il affronte au second tour l'Italien Matteo Arnaldi. Après un premier set très serré conclu au tie-break en faveur de l'Italien (6-7), Alcaraz finit par prendre le dessus sur tous les compartiments dans les deux derniers sets (6-0, 6-1). Il sort ensuite le Canadien Félix Auger-Aliassime (6-2, 6-3) et le Hongrois Fábián Marozsán (6-3, 6-3). Il prend sa revanche contre l'Allemand Alexander Zverev après deux manches expéditives (6-3, 6-1), notamment marquées par une interruption au début du premier set à cause d'un essaim d'abeilles qui a envahi le court central. En demi-finale, Alcaraz retrouve l'Italien Jannik Sinner qui a remporté l'Open d'Australie. Lors du premier set, l'Espagnol commet beaucoup de fautes directes et perd ainsi le premier set (1-6). Mais il remporte ensuite les deuxième et troisième sets (1-6, 6-3, 6-2). La finale voit le remake de l'année précédente entre Carlos Alcaraz et Daniil Medvedev. Dans un premier set très indécis, Alcaraz pousse Medvedev jusqu'au tie-break qu'il remporte. En confiance par l'acquisition de la première manche, il domine Medvedev dans le deuxième set, ce qui lui permet de remporter le tournoi et de conserver son titre à Indian Wells (une première depuis Novak Djokovic en 2016), sur le score de (7-6, 6-1). Cette victoire marque le premier grand titre d'Alcaraz en 2024. Depuis son sacre sur le gazon de Wimbledon en juillet 2023, il n'avait plus remporté de titre. Après de longs mois de résultats mitigés, il montre son retour à la compétition à son meilleur niveau en dominant coup sur coup les deux finalistes de l'Open d'Australie.
Il joue quelques jours plus tard le deuxième Masters 1000 de la saison à Miami et s'impose nettement contre son compatriote Roberto Carballés Baena (6-2, 6-1), le vétéran Français Gaël Monfils (6-2, 6-4) et l'Italien Lorenzo Musetti (6-3, 6-3). Il subit en quarts de finale la loi de Grigor Dimitrov (2-6, 4-6) comme à Shanghaï en fin de saison précédente.
Il fait son retour au Masters de Madrid après avoir dû déclarer forfait à Monte-Carlo et Barcelone. Il remporte son premier match contre l'invité brésilien Thiago Seyboth Wild (6-3, 6-3) avant de retrouver Jan-Lennard Struff, récent vainqueur du tournoi de Munich et qu'il avait battu pour s'adjuger le trophée en finale l'année précédente. Il l'emporte en trois manches serrées (6-3, 6-7, 7-6) pour empocher sa quatorzième victoire consécutive à Madrid. Il bute en en quarts de finale contre le Russe Andrey Rublev malgré le gain de la première manche (6-4, 3-6, 2-6). Atteint de douleurs en raison d'un œdème du muscle rond pronateur droit, Alcaraz est contraint au forfait pour le tournoi de Rome.

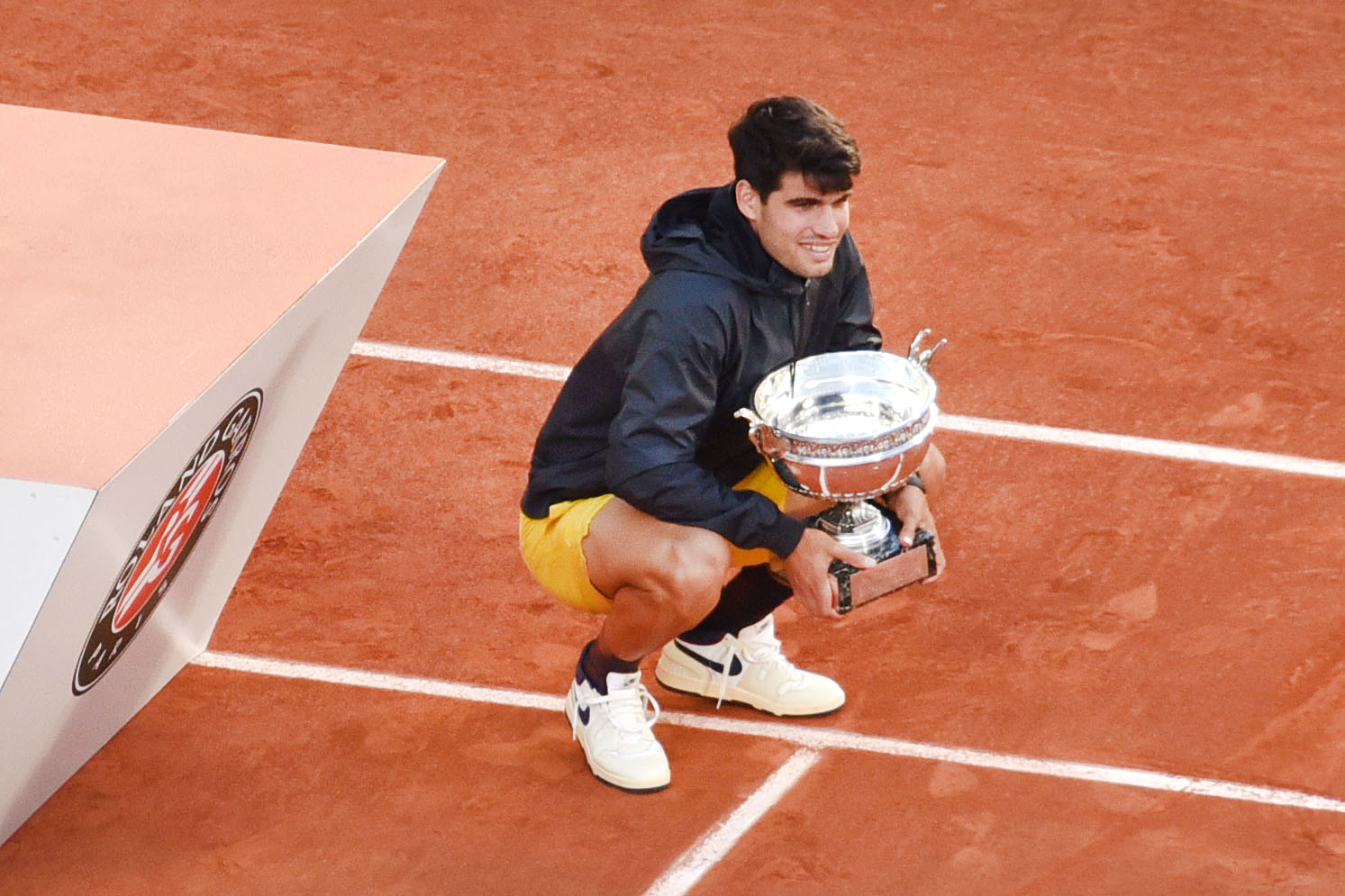
Carlos Alcaraz avec la Coupe des Mousquetaires lors de son premier sacre à Roland-Garros, en 2024.

À Roland-Garros, en tant que 3e tête de série, il se qualifie pour les quarts de finale où il retrouve Stéfanos Tsitsipás contre qui il n'a jamais perdu en 5 confrontations. Il s'impose contre le Grec en trois sets pour retrouver les demi-finales où il affronte Jannik Sinner qui est assuré de monter à la première place du classement ATP à l'issue du tournoi. Il bat l'Italien en 5 sets (2-6, 6-3, 3-6, 6-4, 6-3) pour atteindre sa première finale à Roland-Garros. Il y affronte Alexander Zverev et s'impose en 5 sets (6-3, 2-6, 5-7, 6-1, 6-2) et 4 h 19 min de jeu pour remporter son troisième titre du Grand Chelem, et devient à 21 ans et 35 jours le plus jeune joueur de l'ère Open à avoir réussi à remporter un titre du Grand Chelem sur les 3 surfaces différentes.
Sur le gazon londonien du Queen's, Alcaraz doit défendre son titre. Il bat l'Argentin Francisco Cerúndolo sans trop de difficultés (6-1, 7-5), puis s'incline dès les huitièmes de finale face à la sensation britannique Jack Draper, tout juste vainqueur à Stuttgart, en deux sets (6-7, 3-6).
À la suite de cette défaite prématurée, il retombe à la troisième place mondiale, et doit confirmer son statut de tenant du titre à Wimbledon. Il se dépêtre en trois sets de Mark Lajal (7-6, 7-5, 6-2) et d'Aleksandar Vukic (7-6, 6-2, 6-2). Cependant, l'Américain et ancien membre du top 10, Frances Tiafoe, lui cause des difficultés, dans un match très accroché en 5 sets, dont l'Espagnol sort vainqueur sur le score de (5-7, 6-2, 4-6, 7-6, 6-2), améliorant ainsi son ratio de victoires dans cette configuration de jeu. Arrivé en deuxième semaine, le Français et tête de série numéro 16, Ugo Humbert, lui subtilise un set (6-3, 6-4, 1-6, 7-5). En quarts de finale, le récent vainqueur du Queen's, Tommy Paul, bête noire de l'Espagnol, parvient aussi à lui prendre une manche (5-7, 6-4, 6-2, 6-2).
Comme l'année précédente, il retrouve Daniil Medvedev, numéro cinq mondial en demi-finale, dont il dispose en quatre sets contrairement à la précédente édition sur le score de (6-7, 6-3, 6-4, 6-4) et rejoint la finale face au numéro 2 mondial, Novak Djokovic, pour un remake de la finale épique de 2023. Carlos Alcaraz remporte une finale à sens unique en trois sets (6-2, 6-2, 7-6), face à un Serbe dépassé et amorphe, très en difficulté lors des deux premiers sets, malgré une légère remontée à la suite de la perte de la première balle de match de l'Espagnol. Avec ce deuxième succès consécutif à Londres, Alcaraz devient le plus jeune joueur à réaliser le doublé Roland-Garros-Wimbledon, le premier joueur à y parvenir après l'ère du Big 3 et le second joueur à avoir gagné ses quatre premières finales en Grand Chelem après Roger Federer. Avec ce titre à Wimbledon, il dépasse Wawrinka et Murray toujours en activité avec 3 grands chelems chacun.

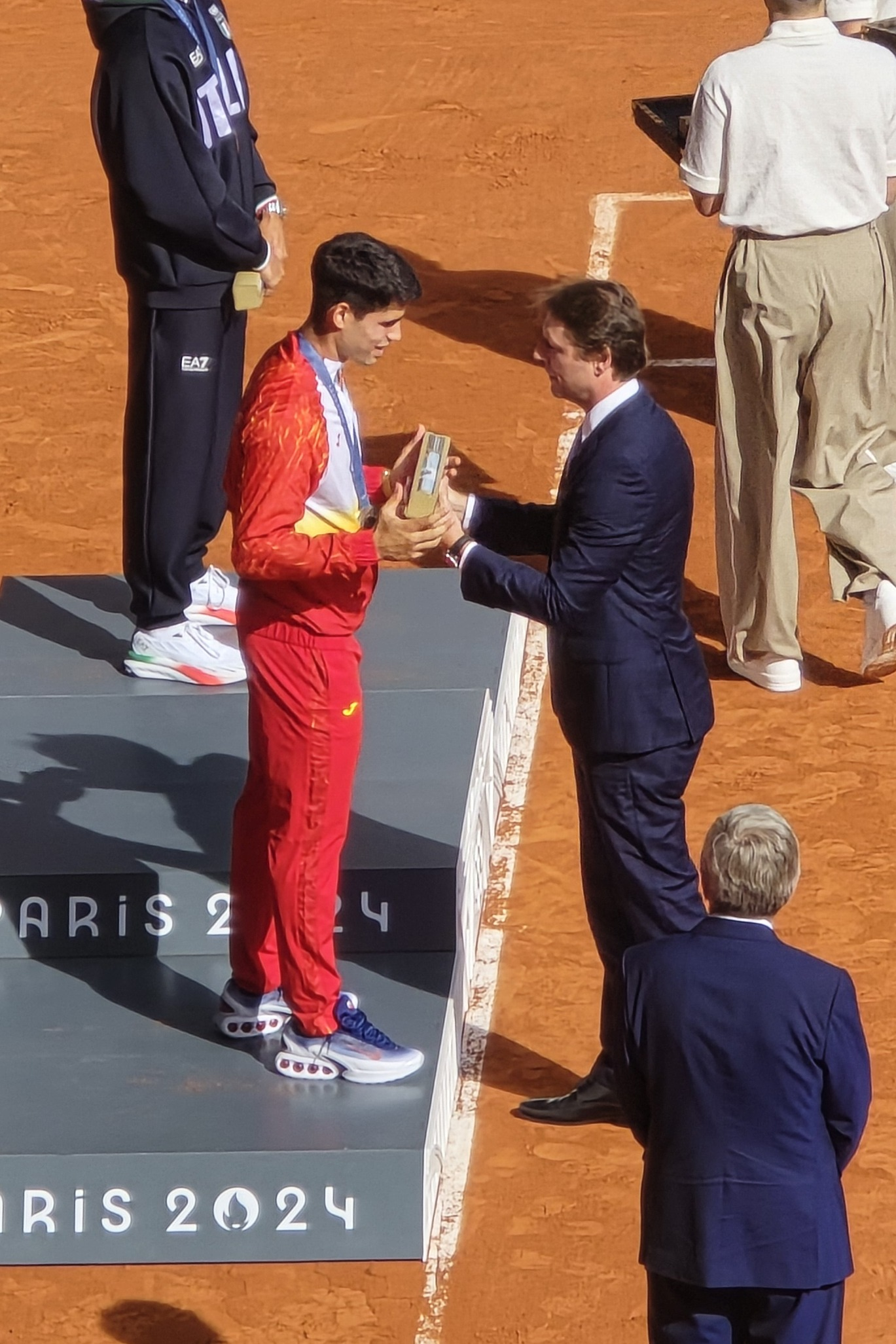
Carlos Alcaraz recevant sa médaille d'argent lors des Jeux olympiques d'été de 2024 à Paris.

Carlos Alcaraz participe ensuite aux Jeux olympiques de Paris qui se disputent sur terre battue. Il se qualifie pour la finale sans perdre de set en battant notamment Tommy Paul en quarts de finale et Félix Auger-Aliassime en demi-finale. En finale, il retrouve Novak Djokovic qui s'impose cette fois en deux tie-breaks. L'Espagnol remporte donc la médaille d'argent olympique.
Au Masters 1000 de Cincinnati, où il avait perdu la finale contre Novak Djokovic l'année précédente, Alcaraz perd dès son entrée en lice face à Gaël Monfils en trois sets (6-4, 6-7, 4-6), dans un match sur deux jours à la suite d'une interruption pour cause de pluie. Faisant preuve d'une nervosité et d'une tension palpable, Alcaraz casse même sa raquette à la suite d'un break du Français dans le dernier set. Conscient de la mauvaise image et interprétation de cet accès de colère, il présente ses excuses dès le lendemain par l'intermédiaire de ses réseaux sociaux. Annoncé comme un des favoris à l'US Open, il cède une manche contre le qualifié Li Tu (6-2, 4-6, 6-3, 6-1) mais cède à la surprise générale en trois sets contre le Néerlandais Botic van de Zandschulp, ancien quart de finaliste au match suivant (1-6, 5-7, 4-6). Cette défaite au deuxième tour du Majeur new-yorkais est la plus précoce pour le joueur espagnol depuis trois ans en Majeur. Il rebondit néanmoins à Pékin où il enlève son quatrième titre de la saison, s'offrant facilement le jeune Français Giovanni Mpetshi Perricard (6-4, 6-4), le Néerlandais Tallon Griekspoor (6-1, 6-2) et le Russe ancien Top 10 Karen Khachanov (7-5, 6-2). Il sort pour la troisième fois de la saison un autre Russe, le numéro cinq mondial, finaliste en début d'année à l'Open d'Australie Daniil Medvedev (7-5, 6-3) en concédant un jeu de plus. Il sort vainqueur d'un très gros duel contre le numéro un mondial Jannik Sinner, vainqueur récent de l'US Open qu'il bat pour la troisième fois de la saison (6-7, 6-4, 7-6).
Dans la même partie de tableau que l'Italien à Shanghaï, il y écarte les locaux Shang Juncheng (6-2, 6-2) et Wu Yibing (7-6, 6-3) avant de battre le vétéran Gaël Monfils de nouveau (6-4, 7-5). Il voit cependant le Tchèque Tomáš Macháč mettre fin de manière surprenante à sa série de victoires (6-7, 5-7) en quarts de finale, son adversaire découvrant ainsi sa première demi-finale en Masters 1000. Il confirme ses difficultés sur la fin de saison avec une sortie en huitièmes de finale lors du Masters 1000 de Paris-Bercy, battu par le local Ugo Humbert (1-6, 6-3, 5-7) après s'être facilement débarrassé de Nicolás Jarry (7-5, 6-1) en tant que tête de série numéro deux.

### 2025: premiers titres au tournoi de Rotterdam et aux Masters 1000 de Monte-Carlo, Rome et Cincinnati, deuxième titre consécutif à Roland-Garros et finales à Wimbledon et Barcelone

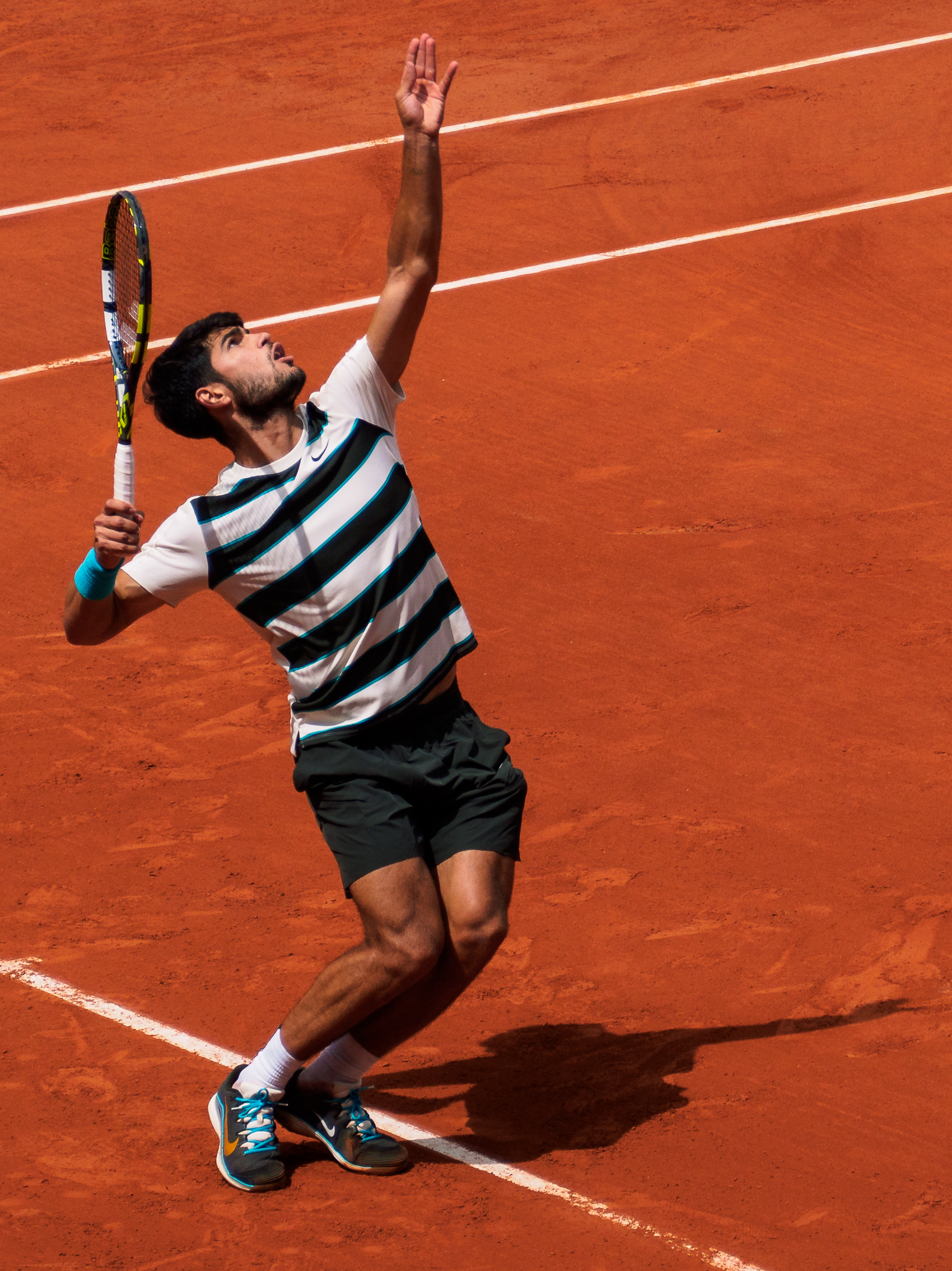
Carlos Alcaraz aux Internationaux de France de tennis 2025 lors du premier tour contre l'Italien.

Tête de série numéro trois à l'Open d'Australie, le hasard du tirage au sort le propulse dans la même partie de tableau que Novak Djokovic. Il rejoint le Serbe, dix fois vainqueur du tournoi en quarts de finale après plusieurs victoires solides contre le Kazakhstanais Alexander Shevchenko (6-1, 7-5, 6-1), le Japonais Yoshihito Nishioka (6-0, 6-1, 6-4) et le Portugais Nuno Borges contre qui il lâche un set (6-2, 6-4, 63-7, 6-2). Il profite également de l'abandon du récent demi-finaliste de l'US Open Jack Draper (7-5, 6-1 ab.) qui a déjà joué trois matchs en cinq manches en huitièmes de finale. Contre la légende Serbe, il remporte le premier set mais se fait éliminer (6-4, 4-6, 3-6, 4-6) pour la deuxième année consécutive en quarts de finale du seul Majeur qui lui résiste. Il dispute début février, pour la première fois, le tournoi de Rotterdam et y prend sa revanche de l'US Open sur le local et invité Botic van de Zandschulp (7-63, 3-6, 6-1) avant de dérouler contre les Méditerranéens Andrea Vavassori et Pedro Martínez sur le même score (6-2, 6-1). Il joue dans le dernier carré le Polonais Hubert Hurkacz et sort un gros match (6-4, 65-7, 6-3) pour rejoindre la finale. Confronté au huitième joueur mondial Alex de Minaur, finaliste du tournoi la saison passée, il voit l'Australien revenir dans la partie mais s'impose en trois manches (6-4, 3-6, 6-2), remportant alors son premier titre en indoor et le premier de sa saison. Il devient par la même occasion le premier Espagnol à remporter le tournoi.
Tête de série numéro une à Doha, il vainc le vétéran Marin Čilić au premier tour du tournoi qatari (6-4, 6-4) mais montre des difficultés contre le qualifié Italien Luca Nardi (6-1, 4-6, 6-3) avant de se faire sortir par le Tchèque Jiří Lehečka, vainqueur à Brisbane en début d'année (3-6, 6-3, 4-6). Il s'envole pour les Etats-Unis pour disputer la tournée sur dur américaine et demeure le principal favori, compte tenu de la suspension du numéro un mondial Jannik Sinner. Double tenant du titre à Indian Wells, il est bien parti pour la passe de trois après de solides victoires sur le Français Quentin Halys (6-4, 6-2), le Canadien Denis Shapovalov (6-2, 6-4), titré à Dallas, et le Bulgare Grigor Dimitrov qu'il élimine sèchement (6-1, 6-1). Il a devant lui un tableau ouvert et sort vainqueur de son quart de finale contre l'Argentin Francisco Cerúndolo (6-3, 7-64) mais se fait surprendre dans un match décousu par Jack Draper qui prend sa revanche de l'Open d'Australie (1-6, 6-0, 4-6) et parvient pour la première fois de sa carrière en finale de Masters 1000, saisissant par la même occasion d'intégrer le Top 10. A la surprise des observateurs, il signe une contre-performance à Miami, où il est renversé d'entrée par le vétéran David Goffin, ancien Top 10 (7-5, 4-6, 3-6).
Il commence la saison sur terre battue à Monte-Carlo et assume son statut de tête de série numéro deux, en renversant d'abord Francisco Cerúndolo (3-6, 6-0, 6-1), puis en écartant facilement l'Allemand Daniel Altmaier (6-3, 6-1). Son quart de finale contre le jeune Arthur Fils est un match serré qu'il finit par remporter (4-6, 7-5, 6-3). Profitant d'un tableau ouvert, il élimine son compatriote ancien finaliste du tournoi Alejandro Davidovich Fokina (7-62, 6-4) pour rallier la finale. Il affronte Lorenzo Musetti qui dispute sa toute première finale en Masters 1000 et malgré une première manche où il se montre dominé, parvient à remonter le score au fil du match, profitant d'une blessure de l'Italien (3-6, 6-1, 6-0) pour remporter son premier trophée en terre monégasque. Il remporte son plus grand titre depuis Wimbledon 2024, et récupère la deuxième place mondiale.
Carlos Alcaraz possède désormais dix « grandes » coupes : six Masters 1000 et quatre titres du Grand Chelem.
Il enchaîne quelques jours après avec le tournoi de Barcelone, où dans la continuité de son titre à Monaco, il aligne les performances solides, sortant les qualifiés Ethan Quinn (6-2, 7-66) et Laslo Djere (6-2, 6-4), et de nouveau l'Australien Alex de Minaur, septième joueur mondial (7-5, 6-3) et demi-finaliste à Monte-Carlo et Arthur Fils en deux manches (6-2, 6-4). Il rejoint sa troisième finale à Barcelone, soit autant que Thomas Muster, Eddie Dibbs, Martin Mulligan et Mervyn Rose. Favori contre le Danois Holger Rune, il cède à la surprise des observateurs (66-7, 2-6), laissant son adversaire remporter son premier titre depuis deux ans.
Alcaraz renonce ensuite à concourir au Masters 1000 de Madrid en raison d'une blessure aux ischio-jambiers contractée à Barcelone. Rétabli, il participe au Masters 1000 de Rome, et demeure l'un des favoris pour le titre. Il bat successivement les deux joueurs serbes Dusan Lajovic (6-3, 6-3) et Laslo Djere (7-62, 6-2) lors des deux premiers tours. En huitièmes de finale, il bat Karen Khachanov, contre qui il perd une manche pour la première fois (6-3, 3-6, 7-5). En quart de finale, il bat son bourreau d'Indian Wells et récent finaliste de Madrid, Jack Draper, numéro 5 mondial, en deux sets (6-4, 6-4). En demi-finale, il affronte une nouvelle fois le local Lorenzo Musetti, après leur affrontement en finale de Monte-Carlo. Alcaraz remporte la rencontre (6-3, 7-64). En finale, il retrouve son grand rival Jannik Sinner, numéro 1 mondial, de retour sur le circuit après sa suspension. Dans un premier set très accroché, terminé au tie break, Alcaraz remporte la première manche avant de proposer un tennis de haute volée et de dominer Sinner dans la seconde manche, remportant la finale (7-65, 6-1). Grâce à cette victoire, Carlos Alcaraz bat une quatrième fois de suite Sinner, met fin à sa série de 26 victoires consécutives, et complète son palmarès en ayant remporté coup sur coup les deux Masters 1000 (Monte-Carlo et Rome) sur terre battue qui lui manquaient. Avec ses deux Masters 1000 sur terre battue cette saison et en tant que tenant du titre à Roland-Garros, il s’annonce en grand favori pour le Grand Chelem porte d'Auteuil. 
Le 26 mai 2025, il signe son entrée en lice à Roland-Garros par une victoire contre l'Italien Giulio Zeppieri (6-3, 6-4, 6-2),. Au deuxième tour, il fait face au Hongrois Fábián Marozsán qu'il bat en quatre sets (6-1, 4-6, 6-1, 6-2), tout comme le Bosnien Damir Džumhur lors du troisième tour (6-1, 6-3, 4-6, 6-4),. Lors des huitièmes de finale, il affronte l'Américain Ben Shelton et remporte son match contre le no 13 mondial (7-68, 6-3, 4-6, 6-4),. En quart de finale, il est opposé à un autre Américain, Tommy Paul, le no 12 mondial, et s'impose facilement (6-0, 6-1, 6-4),. Lors des demi-finales, il affronte l'Italien Lorenzo Musetti, no 8 mondial, et remporte le match après abandon de son adversaire lors du quatrième set (4-6, 7-63, 6-0, 2-0),. Le 8 juin 2025, il affronte l'Italien Jannik Sinner lors de la finale de Roland-Garros. Après plus de 5 heures d'un match durant lequel son adversaire remporte les deux premiers sets et se procure trois balles de match dans la quatrième manche, l'Espagnol remporte la finale à l'issue d'un cinquième set tendu et terminé sur un super tie-break. Il glane son deuxième titre parisien sur le score de (4-6, 64-7, 6-4, 7-63 et 7-62),,. Cette finale est désormais la plus longue de l'histoire du tournoi parisien avec 5 h 29, dépassant le précédent record détenu par le Suédois Mats Wilander et l'Argentin Guillermo Vilas en 1982 (4 h 42 min). Carlos Alcaraz succède ainsi à Rafael Nadal en conservant son titre à Roland-Garros et en réalisant le triplé Monte-Carlo-Rome-Roland-Garros réalisé à plusieurs reprises par ce dernier.
Carlos Alcaraz débute ensuite sa saison sur gazon lors du tournoi du Queen's en battant le qualifié Australien Adam Walton (6-4, 7-64) avant de connaître plus de difficultés face à son compatriote Jaume Munar qu'il bat dans la douleur (6-4, 67-7, 7-5), pour accéder ainsi aux quarts de finale. Il remporte les quarts en battant le Français Arthur Rinderknech en deux sets (7-5, 6-4), avant d'écarter un autre espagnol, le vétéran Roberto Bautista Agut en deux sets (6-4, 6-4). Accédant à sa deuxième finale en trois éditions, il affronte le Tchèque Jiri Lehečka, tombeur du Britannique Jack Draper en demi-finale, et qui avait battu l'Espagnol à l'ATP 500 de Doha en février. Au terme d'un match accroché mais maîtrisé, Carlos Alcaraz remporte une seconde fois le Queen's (7-5, 65-7, 6-2) et étend son nouveau record de victoires consécutives à 18. Se rapprochant de Jannik Sinner au classement ATP et confortant son avance à la Race, il demeure ainsi le grand favori pour le tournoi de Wimbledon, où il est double tenant du titre.
Le 13 juillet 2025, il s'incline en finale du tournoi de Wimbledon face à l'Italien Jannik Sinner en quatre sets (6-4, 4-6, 4-6, 4-6),,. Il avait auparavant battu l'Américain Taylor Fritz en demi-finale (6-4, 5-7, 6-3, 7-66),, le Britannique Cameron Norrie (6-2, 6-3, 6-3) en quart de finale,, ainsi que le Russe Andrey Rublev en huitième de finale (65-7, 6-3, 6-4, 6-4),.
Après avoir fait l'impasse sur le Masters 1000 de Toronto pour cause de repos, Carlos Alcaraz revient aux États-Unis pour disputer le Masters 1000 de Cincinnati. Après un premier tour difficile et décousu contre le Bosniaque Damir Dzumhur (6-1, 2-6, 6-3), il remporte des victoires rassurantes contre le jeune Serbe Hamad Medjedovic (6-4, 6-4) et contre l'Italien Luca Nardi (6-1, 6-4). Il perd une nouvelle fois une manche en quarts de finale contre Andrey Rublev (6-3, 4-6, 7-5) avant de disposer d'un Alexander Zverev diminué par la chaleur de l'Ohio en demi-finale (6-4, 6-3), pour affronter son grand rival Jannik Sinner et tenant du titre, pour un quatorzième affrontement. Cependant, la finale perd toutes ses attentes face à l'abandon du numéro 1 mondial, très mal en point, après seulement cinq jeux remportés par l'Espagnol et 20 minutes de jeu (5-0 et abandon). Carlos Alcaraz remporte le Masters 1000 de Cincinnati pour la première fois de sa carrière, conforte son avance à la Race sur Sinner, et étoffe un peu plus son palmarès.

## Style de jeu

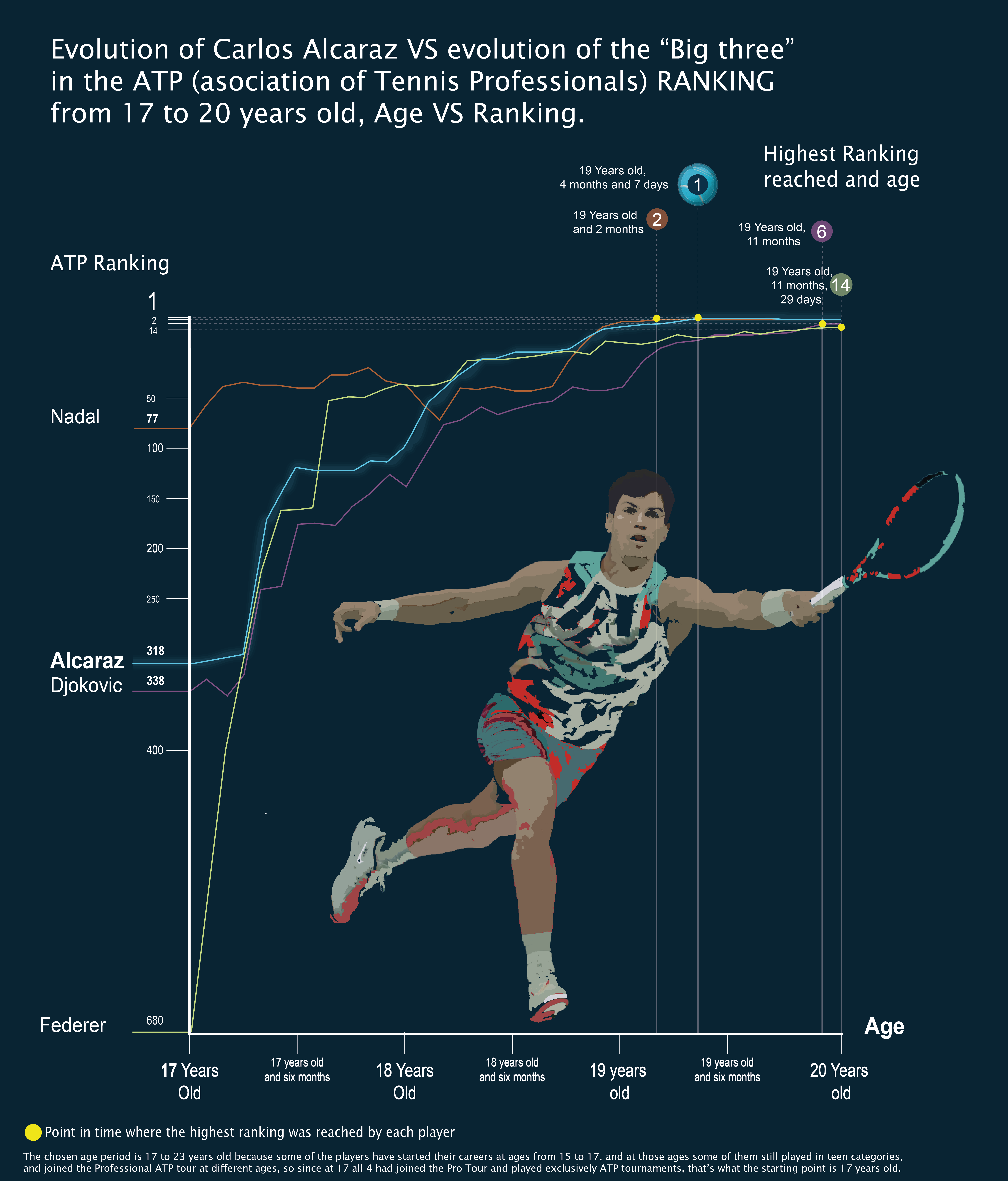
L'évolution de Carlos Alcaraz par rapport au Big Three au classement ATP de 17 à 20 ans. À gauche, le classement de départ et les noms des joueurs ; à droite, le classement le plus élevé atteint dans la période.

Carlos Alcaraz est un joueur de tennis polyvalent. Il utilise principalement un style de jeu agressif en fond de court mettant l'accent sur un nombre élevé de coups droits gagnants, son coup le plus fiable et le plus puissant. Il peut soit frapper son coup droit à plat et rapidement pour gagner depuis toutes les positions du court, soit ajouter une grande quantité de topspin et de marge au-dessus du filet. Il possède également un revers bien équilibré, plus plat et plus bas par rapport au filet, qu'il est capable de rediriger long de ligne pour des coups gagnants propres. Son amorti, très bien camouflé, est la clé de son jeu, car il combine souvent la lourdeur de ses coups de fond de court, qui repousse ses adversaires dans le court en position défensive, avec un amorti qui est souvent trop bien placé et camouflé pour être retourné. Il possède un jeu de filet impressionnant, avec d'excellentes volées de fond de court et d'attaque, et pratique souvent le service-volée sur les points cruciaux.
Son premier service est frappé à grande vitesse, avec peu d'importance accordée au placement dans le carré de service, généralement à environ 210 km/h. Cette particularité donne lieu à certaines critiques à l'égard de son service. Cependant, il dispose d'un second service excellent et fiable avec lequel il peut ajouter du topspin pour obtenir un rebond élevé sur le terrain et soit repousser, soit obtenir un retour faible de la part d'adversaires plus proches. Son deuxième service atteint généralement 150 à 170 km/h. Les points à améliorer pour Carlos Alcaraz sont sa première balle de service, sa tendance à trop frapper la balle et à faire un grand nombre de fautes directes, un défaut commun à de nombreux jeunes joueurs. Cependant, il fait preuve de dévouement et s'améliore en s'engageant dans des échanges réguliers en ligne de fond et en ne faisant monter l'agressivité que lorsqu'il a une ouverture claire pour attaquer.
Carlos Alcaraz est reconnu pour ses remarquables qualités athlétiques et physiques. En particulier, ses sprints directs, ses capacités de contre-attaque à partir de positions souvent indéfendables sur le terrain, et une vitesse de pointe extrêmement élevée qui lui a valu d'être comparé à un jeune Rafael Nadal ou à Gaël Monfils. Il a été comparé à Novak Djokovic pour son mouvement latéral assuré et sa couverture du terrain aidée par des fractionnements physiques et des glissades sur le terrain en défense, en particulier sur son revers où il est souvent capable de neutraliser l'agressivité de son adversaire sur les coups de fond ou les tentatives de drop. Il a également été comparé à Roger Federer pour son excellent jeu de jambes et sa capacité à s'infiltrer sur son coup droit et à contrôler le terrain avec son attaque. Ces aspects, combinés à son impressionnante force mentale et à sa résilience qu'il possède depuis son adolescence, ont conduit de nombreux anciens joueurs et analystes tels que Martina Navrátilová, John McEnroe et Mark Petchey à le considérer comme un futur numéro 1 mondial et un multiple vainqueur de Grand Chelem.

« J'aime être agressif, marquer beaucoup de points directs. Mon style ressemble plus ou moins à celui de Roger Federer. »

— Carlos Alcaraz

## Palmarès

### Titres en simple
| 22 titres en simple | 5 G. Chelem | 5 G. Chelem | 5 G. Chelem | 5 G. Chelem | 0 Masters | 0 Masters | 0 Masters   | 0 Masters   | 8 Masters 1000 | 8 Masters 1000 | 8 Masters 1000 | 8 Masters 1000 | 7 ATP 500           | 7 ATP 500           | 7 ATP 500           | 7 ATP 500           | 2 ATP 250           | 2 ATP 250           | 2 ATP 250      | 2 ATP 250      | 0 JO           | 0 JO           | 0 JO           | 0 JO           |
| 22 titres en simple | 7 sur dur   | 7 sur dur   | 7 sur dur   | 7 sur dur   | 7 sur dur | 7 sur dur | 4 sur gazon | 4 sur gazon | 4 sur gazon    | 4 sur gazon    | 4 sur gazon    | 4 sur gazon    | 11 sur terre battue | 11 sur terre battue | 11 sur terre battue | 11 sur terre battue | 11 sur terre battue | 11 sur terre battue | 0 sur moquette | 0 sur moquette | 0 sur moquette | 0 sur moquette | 0 sur moquette | 0 sur moquette |

| No | Date       | Nom et lieu du tournoi                  | Catégorie       | Dotation     | Surface      | Finaliste           | Score                      |          |
| -- | ---------- | --------------------------------------- | --------------- | ------------ | ------------ | ------------------- | -------------------------- | -------- |
| 1  | 19-07-2021 | Plava Laguna Croatia Open, Umag         | ATP 250         | 419 470 €    | Terre (ext.) | Richard Gasquet     | 6-2, 6-2                   | Parcours |
| -  | 13-11-2021 | Next Gen ATP Finals, Milan              | Next Gen Finals | 1 300 000 $  | Dur (int.)   | Sebastian Korda     | 4-35, 4-2, 4-2             | Parcours |
| 2  | 14-02-2022 | Rio Open by Claro, Rio de Janeiro       | ATP 500         | 1 660 290 $  | Terre (ext.) | Diego Schwartzman   | 6-4, 6-2                   | Parcours |
| 3  | 23-03-2022 | Miami Open presented by Itaú, Miami     | Masters 1000    | 8 584 055 $  | Dur (ext.)   | Casper Ruud         | 7-5, 6-4                   | Parcours |
| 4  | 18-04-2022 | Barcelona Open Banc Sabadell, Barcelone | ATP 500         | 2 661 825 €  | Terre (ext.) | Pablo Carreño Busta | 6-3, 6-2                   | Parcours |
| 5  | 01-05-2022 | Mutua Madrid Open, Madrid               | Masters 1000    | 6 744 165 €  | Terre (ext.) | Alexander Zverev    | 6-3, 6-1                   | Parcours |
| 6  | 29-08-2022 | US Open, Flushing Meadows               | G. Chelem       | 27 915 200 $ | Dur (ext.)   | Casper Ruud         | 6-4, 2-6, 7-61, 6-3        | Parcours |
| 7  | 13-02-2023 | Argentina Open, Buenos Aires            | ATP 250         | 626 595 $    | Terre (ext.) | Cameron Norrie      | 6-3, 7-5                   | Parcours |
| 8  | 06-03-2023 | BNP Paribas Open, Indian Wells          | Masters 1000    | 8 800 000 $  | Dur (ext.)   | Daniil Medvedev     | 6-3, 6-2                   | Parcours |
| 9  | 17-04-2023 | Barcelona Open Banc Sabadell, Barcelone | ATP 500         | 2 722 480 €  | Terre (ext.) | Stéfanos Tsitsipás  | 6-3, 6-4                   | Parcours |
| 10 | 26-04-2023 | Mutua Madrid Open, Madrid               | Masters 1000    | 7 705 780 €  | Terre (ext.) | Jan-Lennard Struff  | 6-4, 3-6, 6-3              | Parcours |
| 11 | 19-06-2023 | Cinch Championships, Londres            | ATP 500         | 2 195 175 €  | Gazon (ext.) | Alex de Minaur      | 6-4, 6-4                   | Parcours |
| 12 | 03-07-2023 | The Championships, Wimbledon            | G. Chelem       | 20 747 000 £ | Gazon (ext.) | Novak Djokovic      | 1-6, 7-66, 6-1, 3-6, 6-4   | Parcours |
| 13 | 06-03-2024 | BNP Paribas Open, Indian Wells          | Masters 1000    | 9 495 555 $  | Dur (ext.)   | Daniil Medvedev     | 7-65, 6-1                  | Parcours |
| 14 | 26-05-2024 | Roland-Garros, Paris                    | G. Chelem       | 53 478 000 € | Terre (ext.) | Alexander Zverev    | 6-3, 2-6, 5-7, 6-1, 6-2    | Parcours |
| 15 | 01-07-2024 | The Championships, Wimbledon            | G. Chelem       | 20 747 000 £ | Gazon (ext.) | Novak Djokovic      | 6-2, 6-2, 7-64             | Parcours |
| 16 | 26-09-2024 | China Open, Pékin                       | ATP 500         | 3 720 165 $  | Dur (ext.)   | Jannik Sinner       | 6-7, 6-4, 7-63             | Parcours |
| 17 | 03-02-2025 | ABN AMRO Open, Rotterdam                | ATP 500         | 2 401 550 €  | Dur (int.)   | Alex de Minaur      | 6-4, 3-6, 6-2              | Parcours |
| 18 | 06-04-2025 | Rolex Monte-Carlo Masters, Monte-Carlo  | Masters 1000    | 6 128 940 €  | Terre (ext.) | Lorenzo Musetti     | 3-6, 6-1, 6-0              | Parcours |
| 19 | 07-05-2025 | Internazionali BNL d'Italia, Rome       | Masters 1000    | 8 055 385 €  | Terre (ext.) | Jannik Sinner       | 7-65, 6-1                  | Parcours |
| 20 | 25-05-2025 | Roland-Garros, Paris                    | G. Chelem       | 56 352 000 € | Terre (ext.) | Jannik Sinner       | 4-6, 64-7, 6-4, 7-63, 7-62 | Parcours |
| 21 | 16-06-2025 | HSBC Championships, Londres             | ATP 500         | 2 522 220 €  | Gazon (ext.) | Jiří Lehečka        | 7-5, 65-7, 6-2             | Parcours |
| 22 | 07-08-2025 | Cincinnati Open, Cincinnati             | Masters 1000    | 9 193 540 $  | Dur (ext.)   | Jannik Sinner       | 5-0 ab.                    | Parcours |

### Finales en simple messieurs
| No | Date       | Nom et lieu du tournoi                      | Catégorie     | Dotation     | Surface      | Vainqueur       | Score              |          |
| -- | ---------- | ------------------------------------------- | ------------- | ------------ | ------------ | --------------- | ------------------ | -------- |
| 1  | 18-07-2022 | Hamburg European Open, Hambourg             | ATP 500       | 1 770 865 €  | Terre (ext.) | Lorenzo Musetti | 6-4, 66-7, 6-4     | Parcours |
| 2  | 25-07-2022 | Plava Laguna Croatia Open Umag, Umag        | ATP 250       | 534 555 €    | Terre (ext.) | Jannik Sinner   | 65-7, 6-1, 6-1     | Parcours |
| 3  | 20-02-2023 | Rio Open presented by Claro, Rio de Janeiro | ATP 500       | 2 013 940 $  | Terre (ext.) | Cameron Norrie  | 5-7, 6-4, 7-5      | Parcours |
| 4  | 14-08-2023 | Western & Southern Open, Cincinnati         | Masters 1000  | 6 600 000 $  | Dur (ext.)   | Novak Djokovic  | 5-7, 7-67, 7-64    | Parcours |
| 5  | 27-07-2024 | Olympic Tennis Event, Paris                 | J. olympiques | NC $         | Terre (ext.) | Novak Djokovic  | 7-63, 7-62         | Parcours |
| 6  | 14-04-2025 | Barcelona Open Banc Sabadell, Barcelone     | ATP 500       | 2 889 200 €  | Terre (ext.) | Holger Rune     | 7-66, 6-2          | Parcours |
| 7  | 30-06-2025 | The Championships, Wimbledon                | G. Chelem     | 53 500 000 £ | Gazon (ext.) | Jannik Sinner   | 4-6, 6-4, 6-4, 6-4 | Parcours |

## Parcours dans les tournois du Grand Chelem

### Victoires (5)
| Année | Tournoi           | Adversaire en finale | Score                      |
| 2022  | US Open           | Casper Ruud          | 6-4, 2-6, 7-61, 6-3        |
| 2023  | Wimbledon         | Novak Djokovic       | 1-6, 7-66, 6-1, 3-6, 6-4   |
| 2024  | Roland-Garros     | Alexander Zverev     | 6-3, 2-6, 5-7, 6-1, 6-2    |
| 2024  | Wimbledon (2)     | Novak Djokovic       | 6-2, 6-2, 7-64             |
| 2025  | Roland-Garros (2) | Jannik Sinner        | 4-6, 64-7, 6-4, 7-63, 7-62 |

### Finale (1)
| Année | Tournoi   | Adversaire en finale | Score              |
| 2025  | Wimbledon | Jannik Sinner        | 6-4, 4-6, 4-6, 4-6 |

### En simple
| Année | Open d'Australie | Open d'Australie  | Internationaux de France | Internationaux de France | Wimbledon      | Wimbledon       | US Open        | US Open               |
| ----- | ---------------- | ----------------- | ------------------------ | ------------------------ | -------------- | --------------- | -------------- | --------------------- |
| 2021  | 2e tour (1/32)   | Mikael Ymer       | 3e tour (1/16)           | Jan-Lennard Struff       | 2e tour (1/32) | Daniil Medvedev | 1/4 de finale  | Félix Auger-Aliassime |
| 2022  | 3e tour (1/16)   | Matteo Berrettini | 1/4 de finale            | Alexander Zverev         | 1/8 de finale  | Jannik Sinner   | Victoire       | Casper Ruud           |
| 2023  | —                | —                 | 1/2 finale               | Novak Djokovic           | Victoire       | Novak Djokovic  | 1/2 finale     | Daniil Medvedev       |
| 2024  | 1/4 de finale    | Alexander Zverev  | Victoire                 | Alexander Zverev         | Victoire       | Novak Djokovic  | 2e tour (1/32) | B. van de Zandschulp  |
| 2025  | 1/4 de finale    | Novak Djokovic    | Victoire                 | Jannik Sinner            | Finale         | Jannik Sinner   |                |                       |

N.B. : à droite du résultat se trouve le nom de l'ultime adversaire.

### En double mixte
| Année | Open d'Australie | Open d'Australie | Internationaux de France | Internationaux de France | Wimbledon | Wimbledon | US Open                                                                         | US Open |
| ----- | ---------------- | ---------------- | ------------------------ | ------------------------ | --------- | --------- | ------------------------------------------------------------------------------- | ------- |
| 2025  | —                | —                | —                        | —                        | —         | —         | 1er tour (1/8) E. Raducanu \|\| style="text-align:left;" \| J. Pegula J. Draper |         |

N.B. : le nom du partenaire se trouve sous le résultat ; les noms des ultimes adversaires se trouvent à droite.

## Parcours au Masters
En 2022 pourtant qualifié, il est contraint de déclarer forfait au Masters en raison d'une blessure aux abdominaux.
| Année | Lieu  | Résultat    | Tour           | Adversaires                                                   | Victoire / Défaite       | Scores                                    |
| ----- | ----- | ----------- | -------------- | ------------------------------------------------------------- | ------------------------ | ----------------------------------------- |
| 2023  | Turin | Demi-finale | RR Demi-finale | Alexander Zverev Andrey Rublev Daniil Medvedev Novak Djokovic | Défaite Victoire Défaite | 7-63, 3-6, 4-6 7-5, 6-2 6-4, 6-4 3-6, 2-6 |
| 2024  | Turin | Round Robin | RR             | Casper Ruud Andrey Rublev Alexander Zverev                    | Défaite Victoire Défaite | 1-6, 5-7 6-3, 7-68 65-7, 4-6              |

## Parcours dans les Masters 1000
| Année | Indian Wells         | Miami                     | Monte-Carlo         | Madrid                  | Rome                | Canada                | Cincinnati              | Shanghai                  | Paris                    |
| ----- | -------------------- | ------------------------- | ------------------- | ----------------------- | ------------------- | --------------------- | ----------------------- | ------------------------- | ------------------------ |
| 2021  | 2e tour A. Murray    | 1er tour E. Ruusuvuori    | —                   | 2e tour R. Nadal        | —                   | —                     | 1er tour L. Sonego      | n.o.                      | 1/8 de finale H. Gaston  |
| 2022  | 1/2 finale R. Nadal  | Victoire C. Ruud          | 2e tour S. Korda    | Victoire A. Zverev      | —                   | 2e tour T. Paul       | 1/4 de finale C. Norrie | n.o.                      | 1/4 de finale H. Rune    |
| 2023  | Victoire D. Medvedev | 1/2 finale J. Sinner      | —                   | Victoire J.-L. Struff   | 3e tour F. Marozsán | 1/4 de finale T. Paul | Finale N. Djokovic      | 1/8 de finale G. Dimitrov | 2e tour R. Safiullin     |
| 2024  | Victoire D. Medvedev | 1/4 de finale G. Dimitrov | —                   | 1/4 de finale A. Rublev | —                   | —                     | 2e tour G. Monfils      | 1/4 de finale T. Macháč   | 1/8 de finale U. Humbert |
| 2025  | 1/2 finale J. Draper | 2e tour D. Goffin         | Victoire L. Musetti | —                       | Victoire J. Sinner  | —                     | Victoire J. Sinner      |                           |                          |

N.B. : sous le résultat se trouve le nom de l’ultime adversaire.

## Parcours aux Jeux olympiques
|           | 2024 (Paris)            | 2024 (Paris)            |
| --------- | ----------------------- | ----------------------- |
| En simple | Finale · Novak Djokovic | Finale · Novak Djokovic |
| En double | 1/4 de finale R. Nadal  | A. Krajicek R. Ram      |

## Parcours en Coupe Davis
Son bilan en Coupe Davis est le suivant :
| Simple                   | Double                   |
| ------------------------ | ------------------------ |
| Victoire(s) - Défaite(s) | Victoire(s) - Défaite(s) |
| 5 - 1                    | 1 - 1                    |

Source : (en) Carlos Alcaraz - Win / Loss. sur le site de la Coupe Davis

## Confrontations avec ses principaux adversaires
Confrontations lors des différents tournois ATP et en Coupe Davis avec ses principaux adversaires (5 confrontations minimum et avoir été membre du top 10). Classement par pourcentage de victoires. Situation au 18 août 2025 :
| Joueur                | Meilleur classement | Confrontations | Victoires | Défaites | Pourcentage de victoires | Dernière confrontation                                  |
| --------------------- | ------------------- | -------------- | --------- | -------- | ------------------------ | ------------------------------------------------------- |
| Novak Djokovic        | 1                   | 8              | 3         | 5        | 37,5                     | défaite (6-4, 4-6, 3-6, 4-6) à l'Open d'Australie 2025  |
| Alexander Zverev      | 2                   | 12             | 6         | 6        | 50                       | victoire (6-4, 6-3) au Masters de Cincinnati 2025       |
| Félix Auger-Aliassime | 6                   | 7              | 4         | 3        | 57,1                     | victoire (6-1, 6-1) aux Jeux olympiques 2024            |
| Jannik Sinner         | 1                   | 14             | 9         | 5        | 64,3                     | victoire (5-0 ab.) au Masters de Cincinnati 2025        |
| Jack Draper           | 5                   | 6              | 4         | 2        | 66,7                     | victoire (6-4, 6-4) au Masters de Rome 2025             |
| Grigor Dimitrov       | 3                   | 6              | 4         | 2        | 66,7                     | victoire (6-1, 6-1) au Masters d'Indian Wells 2025      |
| Cameron Norrie        | 8                   | 7              | 5         | 2        | 71,4                     | victoire (6-2, 6-3, 6-3) à Wimbledon 2025               |
| Tommy Paul            | 8                   | 7              | 5         | 2        | 71,4                     | victoire (6-0, 6-1, 6-4) au Roland-Garros 2025          |
| Daniil Medvedev       | 1                   | 8              | 6         | 2        | 75                       | victoire (7-5, 6-3) au tournoi de Pékin 2024            |
| Andrey Rublev         | 5                   | 5              | 4         | 1        | 80                       | victoire (6-3, 4-6, 7-5) au Masters de Cincinnati 2025  |
| Casper Ruud           | 2                   | 5              | 4         | 1        | 80                       | défaite (1-6, 5-7) au Masters 2024                      |
| Lorenzo Musetti       | 6                   | 7              | 6         | 1        | 85,7                     | victoire (4-6, 7-63, 6-0, 2-0 ab.) à Roland-Garros 2025 |
| Stéfanos Tsitsipás    | 3                   | 6              | 6         | 0        | 100                      | victoire (6-3, 7-63, 6-4) à Roland-Garros 2024          |
| Karen Khachanov       | 8                   | 5              | 5         | 0        | 100                      | victoire (6-3, 3-6, 7-5) à Masters de Rome 2025         |

## Victoires sur le top 10
Toutes ses victoires sur des joueurs classés dans le top 10 de l'ATP lors de la rencontre.
| Légende                 |
| Grand Chelem            |
| Masters                 |
| Jeux olympiques         |
| Masters 1000            |
| ATP 500                 |
| ATP 250                 |
| Coupe Davis / Laver Cup |

| #  | C.A.  | Tournoi        | Année | Surface      | Adversaire            | Rang  | Tour   | Score                      |
| -- | ----- | -------------- | ----- | ------------ | --------------------- | ----- | ------ | -------------------------- |
| 1  | no 55 | US Open        | 2021  | Dur          | Stéfanos Tsitsipás    | no 3  | 1/16   | 6-3, 4-6, 7-62, 0-6, 7-65  |
| 2  | no 42 | Vienne         | 2021  | Dur (int.)   | Matteo Berrettini     | no 7  | 1/16   | 6-1, 62-7 ,7-65            |
| 3  | no 35 | Paris-Bercy    | 2021  | Dur (int.)   | Jannik Sinner         | no 9  | 1/16   | 7-61, 7-5                  |
| 4  | no 29 | Rio de Janeiro | 2022  | Terre battue | Matteo Berrettini     | no 6  | 1/4    | 6-2, 2-6, 6-2              |
| 5  | no 16 | Miami          | 2022  | Dur          | Stéfanos Tsitsipás    | no 5  | 1/8    | 7-5, 6-3                   |
| 6  | no 16 | Miami          | 2022  | Dur          | Hubert Hurkacz        | no 10 | 1/2    | 7-65, 7-62                 |
| 7  | no 16 | Miami          | 2022  | Dur          | Casper Ruud           | no 8  | Finale | 7-5, 6-4                   |
| 8  | no 11 | Barcelone      | 2022  | Terre battue | Stéfanos Tsitsipás    | no 5  | 1/4    | 6-4, 5-7, 6-2              |
| 9  | no 9  | Madrid         | 2022  | Terre battue | Rafael Nadal          | no 4  | 1/4    | 6-2, 1-6, 6-3              |
| 10 | no 9  | Madrid         | 2022  | Terre battue | Novak Djokovic        | no 1  | 1/2    | 65-7, 7-5, 7-65            |
| 11 | no 9  | Madrid         | 2022  | Terre battue | Alexander Zverev      | no 3  | Finale | 6-3, 6-1                   |
| 12 | no 4  | US Open        | 2022  | Dur          | Casper Ruud           | no 7  | Finale | 6-4, 2-6, 7-61, 6-3        |
| 13 | no 2  | Indian Wells   | 2023  | Dur          | Félix Auger-Aliassime | no 10 | 1/4    | 6-4, 6-4                   |
| 14 | no 2  | Indian Wells   | 2023  | Dur          | Daniil Medvedev       | no 6  | Finale | 6-3, 6-2                   |
| 15 | no 1  | Miami          | 2023  | Dur          | Taylor Fritz          | no 10 | 1/4    | 6-4, 6-2                   |
| 16 | no 2  | Barcelone      | 2023  | Terre battue | Stéfanos Tsitsipás    | no 5  | Finale | 6-3, 6-4                   |
| 17 | no 1  | Roland-Garros  | 2023  | Terre battue | Stéfanos Tsitsipás    | no 5  | 1/4    | 6-1, 6-2, 7-65             |
| 18 | no 1  | Wimbledon      | 2023  | Gazon        | Holger Rune           | no 6  | 1/4    | 7-63, 6-4, 6-4             |
| 19 | no 1  | Wimbledon      | 2023  | Gazon        | Daniil Medvedev       | no 3  | 1/2    | 6-3, 6-3, 6-3              |
| 20 | no 1  | Wimbledon      | 2023  | Gazon        | Novak Djokovic        | no 2  | Finale | 1-6, 7-68, 6-1, 3-6, 6-4   |
| 21 | no 2  | Pékin          | 2023  | Dur          | Casper Ruud           | no 9  | 1/4    | 6-4, 6-2                   |
| 22 | no 2  | Masters        | 2023  | Dur (int.)   | Andrey Rublev         | no 5  | Poules | 7-5, 6-2                   |
| 23 | no 2  | Masters        | 2023  | Dur (int.)   | Daniil Medvedev       | no 3  | Poules | 6-4, 6-4                   |
| 24 | no 2  | Indian Wells   | 2024  | Dur          | Alexander Zverev      | no 6  | 1/4    | 6-3, 6-1                   |
| 25 | no 2  | Indian Wells   | 2024  | Dur          | Jannik Sinner         | no 3  | 1/2    | 1-6, 6-3, 6-2              |
| 26 | no 2  | Indian Wells   | 2024  | Dur          | Daniil Medvedev       | no 4  | Finale | 7-65, 6-1                  |
| 27 | no 3  | Roland-Garros  | 2024  | Terre battue | Stéfanos Tsitsipás    | no 9  | 1/4    | 6-3, 7-63, 6-4             |
| 28 | no 3  | Roland-Garros  | 2024  | Terre battue | Jannik Sinner         | no 2  | 1/2    | 2-6, 6-3, 3-6, 6-4, 6-3    |
| 29 | no 3  | Roland-Garros  | 2024  | Terre battue | Alexander Zverev      | no 4  | Finale | 6-3, 2-6, 5-7, 6-1, 6-2    |
| 30 | no 3  | Wimbledon      | 2024  | Gazon        | Daniil Medvedev       | no 5  | 1/2    | 61-7, 6-3, 6-4, 6-4        |
| 31 | no 3  | Wimbledon      | 2024  | Gazon        | Novak Djokovic        | no 2  | Finale | 6-2, 6-2, 7-64             |
| 32 | no 3  | Laver Cup      | 2024  | Dur (int.)   | Taylor Fritz          | no 7  | Poules | 6-2, 7-5                   |
| 33 | no 3  | Pékin          | 2024  | Dur          | Daniil Medvedev       | no 5  | 1/2    | 7-5, 6-3                   |
| 34 | no 3  | Pékin          | 2024  | Dur          | Jannik Sinner         | no 1  | Finale | 6-7, 6-4, 7-63             |
| 35 | no 3  | Masters        | 2024  | Dur (int.)   | Andrey Rublev         | no 8  | Poules | 6-3, 7-68                  |
| 36 | no 3  | Rotterdam      | 2025  | Dur (int.)   | Alex de Minaur        | no 8  | Finale | 6-4, 3-6, 6-2              |
| 37 | no 2  | Barcelone      | 2025  | Terre battue | Alex de Minaur        | no 7  | 1/4    | 7-5, 6-3                   |
| 38 | no 3  | Rome           | 2025  | Terre battue | Jack Draper           | no 5  | 1/4    | 6-4, 6-4                   |
| 39 | no 3  | Rome           | 2025  | Terre battue | Lorenzo Musetti       | no 9  | 1/2    | 6-3, 7-64                  |
| 40 | no 3  | Rome           | 2025  | Terre battue | Jannik Sinner         | no 1  | Finale | 7-65, 6-1                  |
| 41 | no 2  | Roland-Garros  | 2025  | Terre battue | Lorenzo Musetti       | no 7  | 1/2    | 4-6, 7-63, 6-0, 2-0 ab.    |
| 42 | no 2  | Roland-Garros  | 2025  | Terre battue | Jannik Sinner         | no 1  | Finale | 4-6, 64-7, 6-4, 7-63, 7-62 |
| 43 | no 2  | Wimbledon      | 2025  | Gazon        | Taylor Fritz          | no 5  | 1/2    | 6-4, 5-7, 6-3, 7-66        |
| 44 | no 2  | Cincinnati     | 2025  | Dur          | Alexander Zverev      | no 3  | 1/2    | 6-4, 6-3                   |
| 45 | no 2  | Cincinnati     | 2025  | Dur          | Jannik Sinner         | no 1  | Finale | 5-0 ab.                    |

## Classements ATP en fin de saison
| Année          | 2018 | 2019 | 2020 | 2021 | 2022 | 2023 | 2024 |
| Rang en simple | 1492 | 491  | 141  | 32   | 1    | 2    | 3    |

Source : (en) Classements de Carlos Alcaraz sur le site officiel de la Fédération internationale de tennis

### En tant que numéro 1 mondial
| # | Précédé par     | Dates                   | Suivi par      | Nombre de semaines | Cumul |
| - | --------------- | ----------------------- | -------------- | ------------------ | ----- |
| 1 | Daniil Medvedev | 12/09/2022 - 29/01/2023 | Novak Djokovic | 20                 | 20    |
| 2 | Novak Djokovic  | 20/03/2023 - 02/04/2023 | Novak Djokovic | 2                  | 22    |
| 3 | Novak Djokovic  | 22/05/2023 - 12/06/2023 | Novak Djokovic | 3                  | 25    |
| 4 | Novak Djokovic  | 26/06/2023 - 10/09/2023 | Novak Djokovic | 11                 | 36    |

## Distinctions
- Prix « Révélation de l'année » en 2020 par l'ATP lors des ATP Awards.
- Prix « Joueur s'étant le plus amélioré » en 2022 par l'ATP lors des ATP Awards.
- Prix « Joueur de l'année » en 2022 par l'ATP lors des ATP Awards.
- Révélation de l'année 2023 des Laureus World Sports Awards.